# Gertraudenfriedhof (Halle)

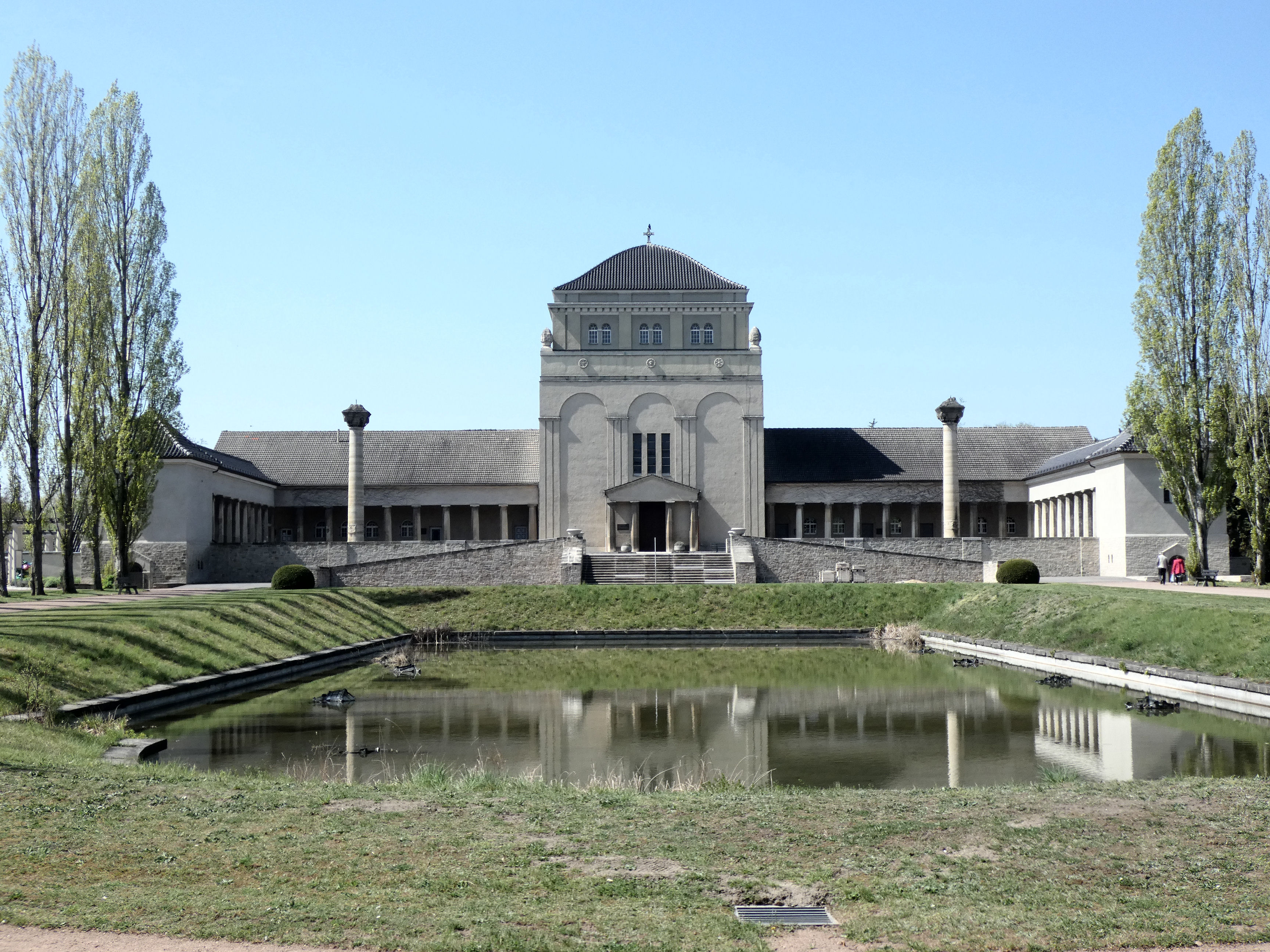
Blick über das Wasserbecken zur Aussegnungshalle

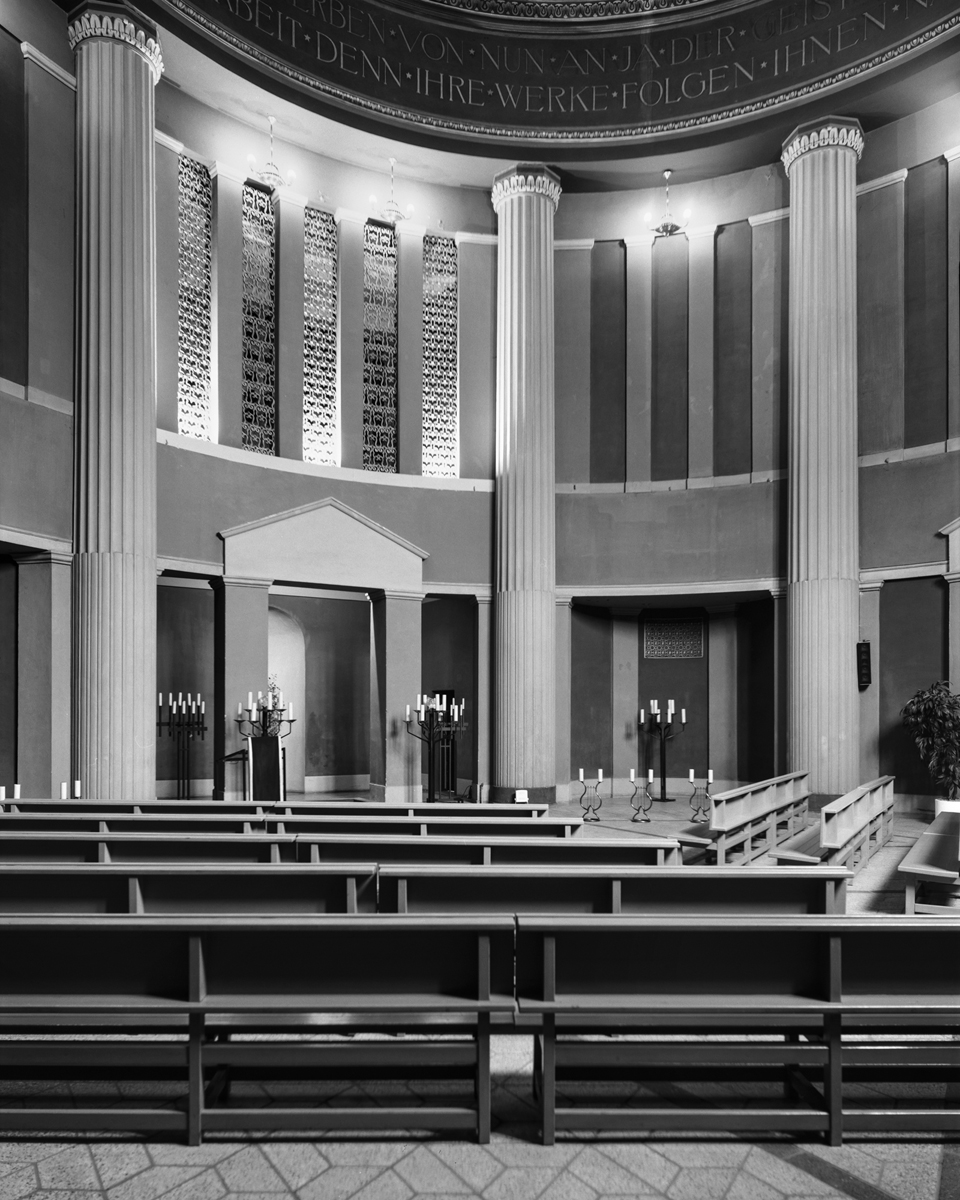
Trauerhalle Getraudenfriedhof in Halle

Der Gertraudenfriedhof in Halle (Saale) ist ein unter Denkmalschutz stehender, 1912 bis 1914 errichteter Friedhof im Norden der Stadt. Im Denkmalverzeichnis der Stadt Halle ist der Friedhof unter der Erfassungsnummer 094 04815 verzeichnet. Den Entwurf schuf Stadtbaurat Wilhelm Jost.

## Geschichte
Der Friedhof wurde zur Entlastung des Südfriedhofs errichtet. Bis Mitte 1914 wurde er Neuer Nordfriedhof genannt, da er ebenfalls nördlich der Altstadt zu finden ist. Seinen heutigen Namen erhielt er in Anlehnung an den ehemaligen innerstädtischen Friedhof der Pfarrkirche St. Gertruden, der im Zuge des Baus des Schiffes der Marktkirche und der Anlage des Marktplatzes beseitigt wurde. Die erste Bestattung war ein verletzter, französischer Kriegsgefangener am 12. September 1914, am 15. September folgte erstmals ein deutscher Kriegstoter.
Der Straßenbahn-Anschluss erfolgte im Jahr 1925. Im Jahr 1934 wurde der Friedhof um die Abteilungen 29 bis 39 und die Kiefernallee erweitert, 1938 entstanden offene Säulenhallen am Eingang Dessauer Straße. Aufgrund der Nähe zu den Siebel Flugzeugwerken wurde der Friedhof am 16. August 1944 bei einem der Luftangriffe auf Halle (Saale) schwer in Mitleidenschaft gezogen. Es entstanden etliche Bombentrichter, Gräber und Brunnen wurden in Mitleidenschaft gezogen. Die Verwaltung musste danach in den südlichen Flügel neben der Kapelle umziehen, da die bisherigen Räumlichkeiten am Landrain zerstört wurden. Bei der Gärtnerei starben elf Menschen, die dort Schutz gesucht hatten. Die Säulenhalle am Eingang Dessauer Straße wurde 1967 für eine Straßenerweiterung beseitigt, für die auch die Mauer teilweise versetzt wurde.
In den Jahren 1991 und 1992 wurde das alte Krematorium durch einen Neubau ersetzt, der 1993 in Betrieb ging. In den ersten 100 Jahren wurden auf dem Getraudenfriedhof 92.291 Menschen beerdigt.

## Bauwerke
Der Gertraudenfriedhof ist mit ca. 37 ha Gesamtfläche der größte Friedhof in Halle (Saale).
Zentraler Bestandteil der Architektur ist die turmartige, fast würfelförmige, monumentale tempelartige Aussegnungshalle mit Krematorium. Die Halle, die vom Vorplatz durch eine breite Freitreppe oder durch im rechten Winkel verlaufende Rampen von einer Terrasse zu erreichen ist, wurde mit einem flachen Walmdach gedeckt. Der Zentralbau wird von Säulenkolonnaden in dorischem Stil mit Aufenthaltsräumen flankiert, die ihren Abschluss in vorgezogenen Säulengalerien finden. Im Jahr 1925 erhielt die Feierhalle eine Rühlmann-Orgel.
Bemerkenswert sind zwei, auf die Antike verweisende ca. 10 Meter hohe Malsäulen auf der Terrasse, auf denen ein Totentanzrelief abgebildet ist. Ursprünglich trugen sie überlebensgroße Figuren, die seit Dezember 1988 verschollen sind. Die Säulen wurden von Paul Horn geschaffen. Das Totentanzrelief schuf sein Sohn Richard Horn. Im Jahr 2020 wurden die Figuren „Leben“ und „Tod“ durch die Schweizer Bildhauerin und Medailleurin Maya Graber neu erschaffen und im September wieder aufgestellt.
In Richtung Westen schließen sich die Funktionsbauten des Feuerbestattungsvereins an. Die an jedem Krematorium problematische Gestaltung der beiden Schornsteine wurde durch ihre Anordnung hinter der Kapelle und die Schaffung eines verbindenden Schwibbogens gelöst. Seit 1993 steht auf dem Gelände des Feuerbestattungsvereins hinter der kleinen Feierhalle eine neue Einäscherungsanlage.
Innen besteht die Aussegnungshalle aus einer hohen Rotunde mit einer Kuppel, die von schlichten dorischen Säulen gestützt wird. Die Kuppel ist von innen mit Fresken von Karl Völker geschmückt; darunter ein Bildmotiv „Engelszyklus“. 
Vor der Halle befindet sich ein von hohen Pappeln umsäumtes großes rechteckiges Wasserbassin, in dem sich die Feierhalle spiegelt. 
Das sich nördlich der Hauptachse in Höhe des Wasserbeckens in der Abteilung 9 befindliche Kolumbarium ist eine offene Anlage auf einem rechteckigen Grundriss, die erst 1936 fertiggestellt wurde und ebenfalls von Wilhelm Jost stammt. Die Kalksteinummauerung wird durch große Rundbögen gegliedert, in denen sich die Urnennischen befinden. 
Auf dem Friedhof befinden sich des Weiteren 58 verschiedene Brunnen und Wasserentnahmestellen, die teilweise von Richard Horn geschaffen wurden. Unter Denkmalschutz stehen 20, die restlichen sind einfach Betonbecken. Ein Jugendstil-Brunnen stammt von Hannes Miehlich, ein anderer konnte indirekt Karl Österling zugeordnet werden, beides Künstler aus dem Umfeld der Bildhauer Horn. Im Fall des Österling-Brunnens handelt es sich um eine Auftragsarbeit für einen anderen Zweck, die dann als Grabstein für sein eigenes Grab Verwendung fand und erst später an den Brunnen gelangte.

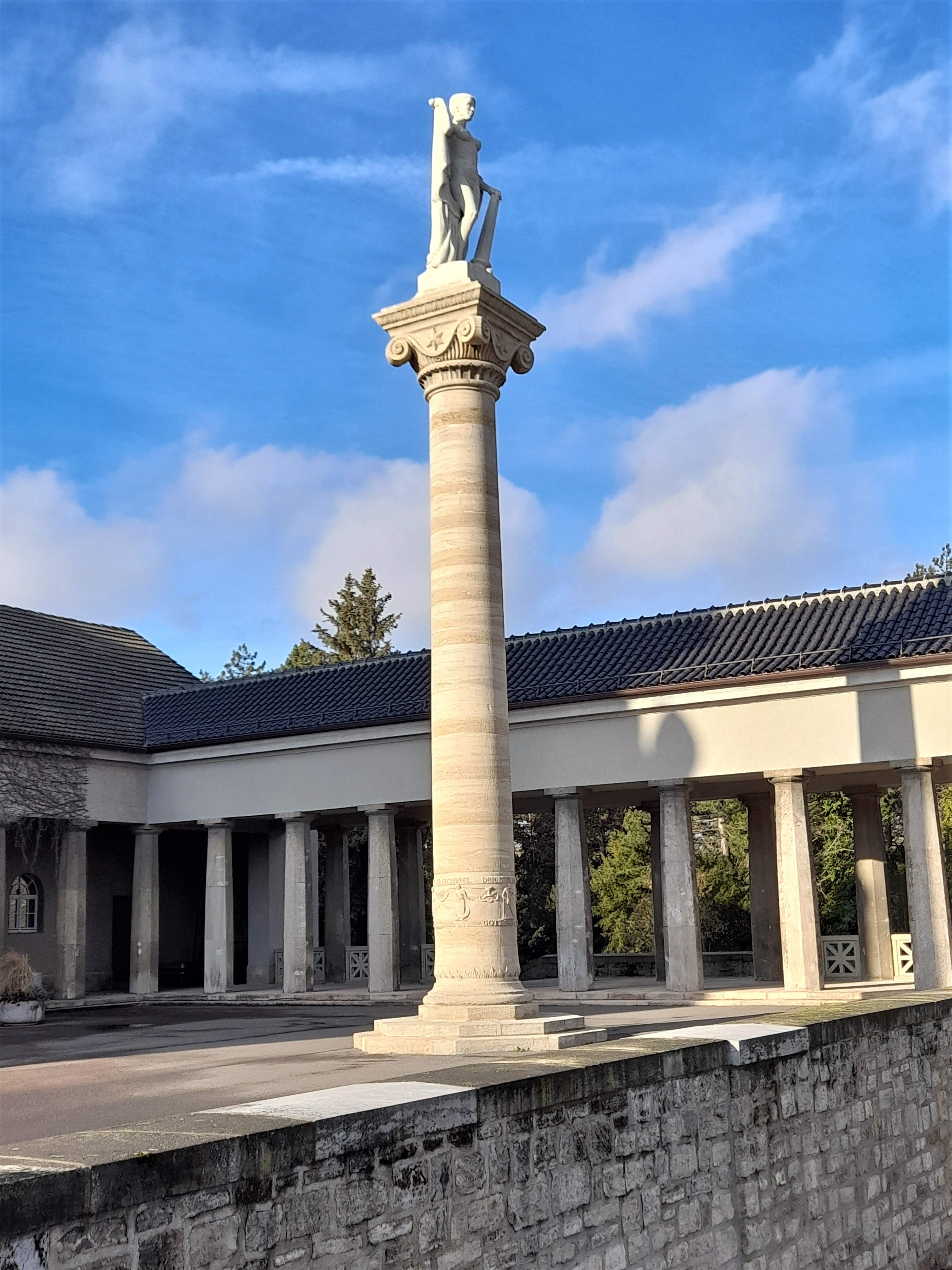
Malsäule von Paul Horn mit Skulptur von Maya Graber
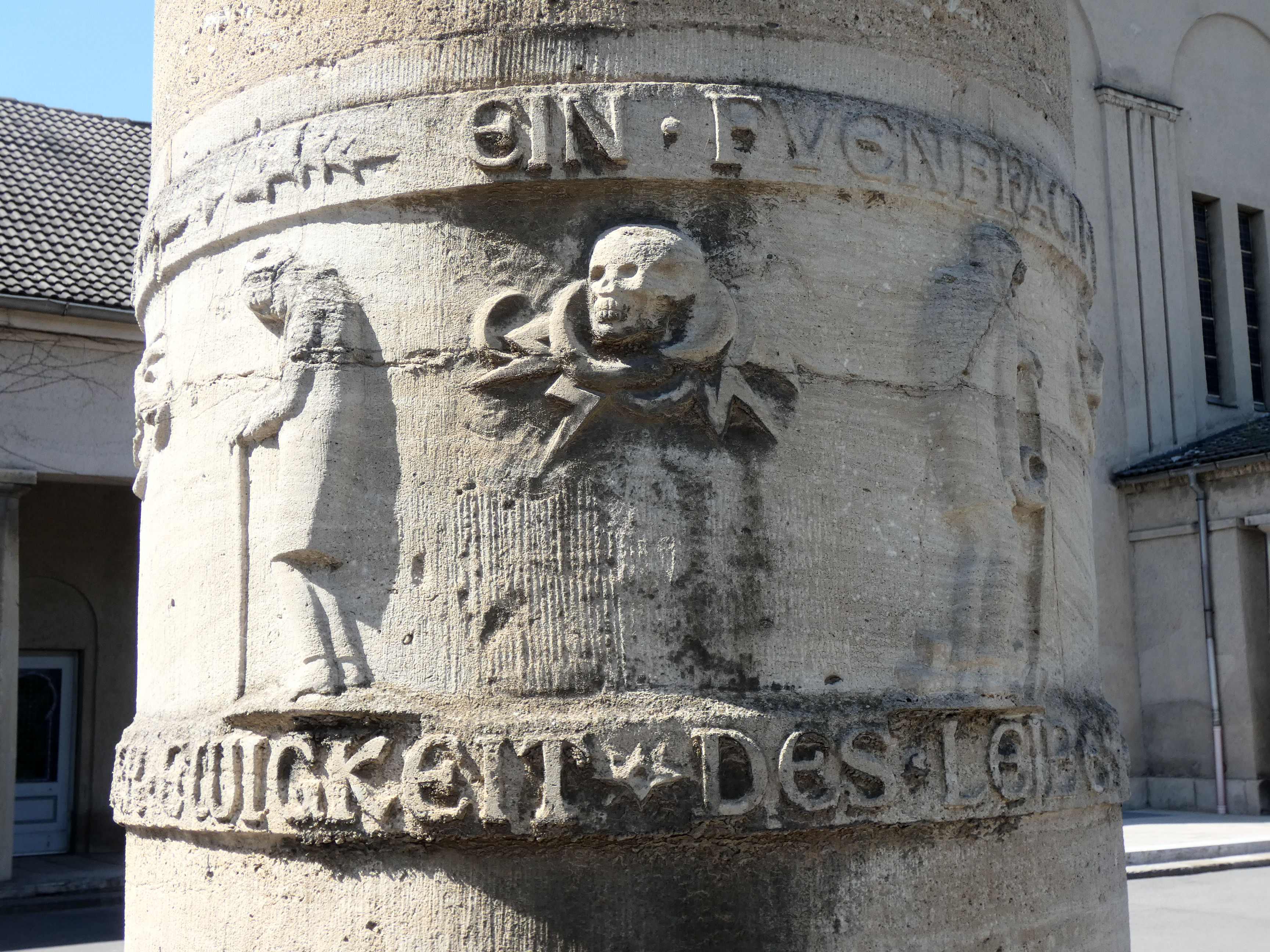
Totentanzrelief an der Malsäule von Richard Horn
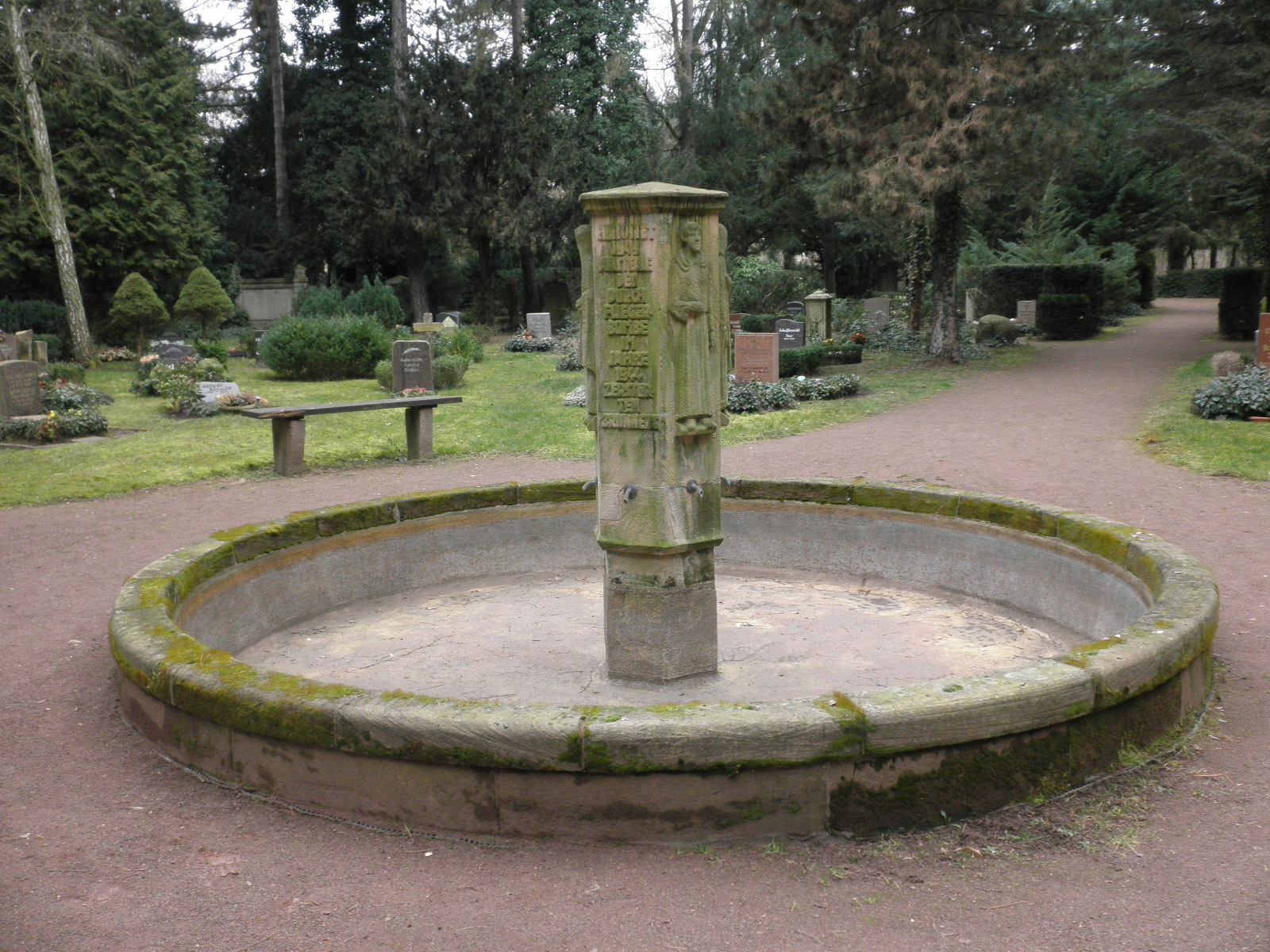
Brunnen (1949) mit Relieffiguren & Inschrift
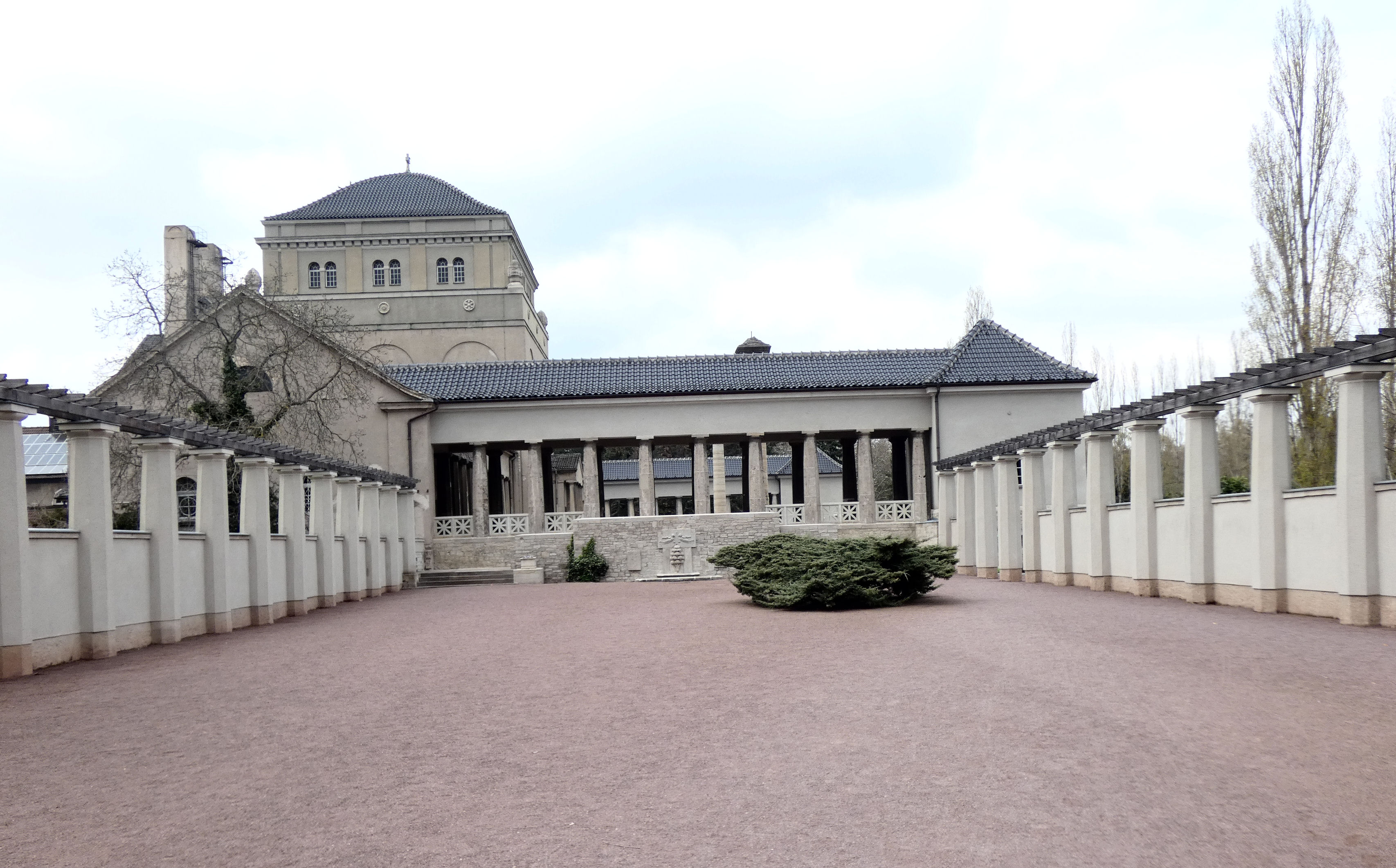
Vorhof mit Säulengalerie
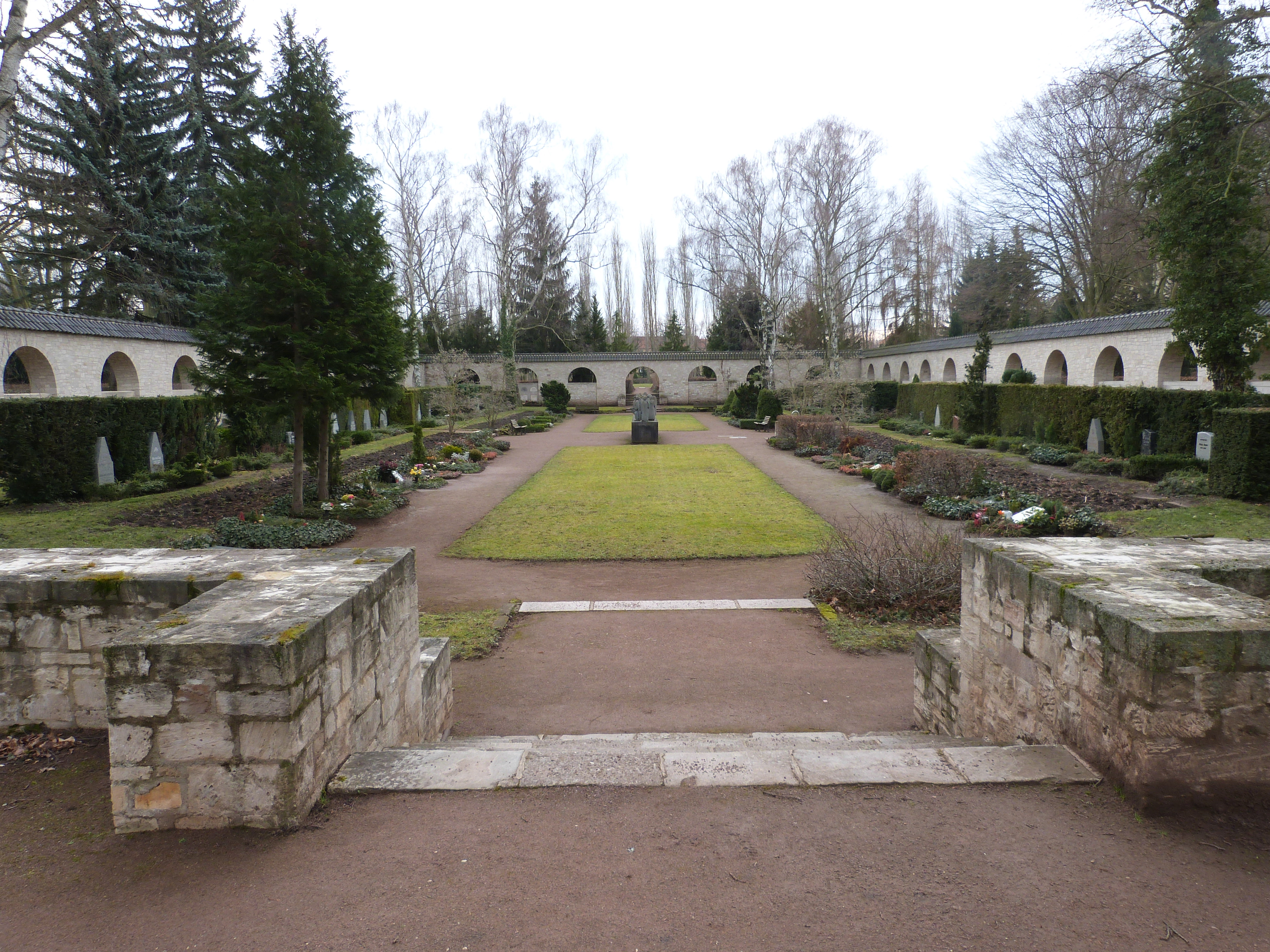
Kolumbarium
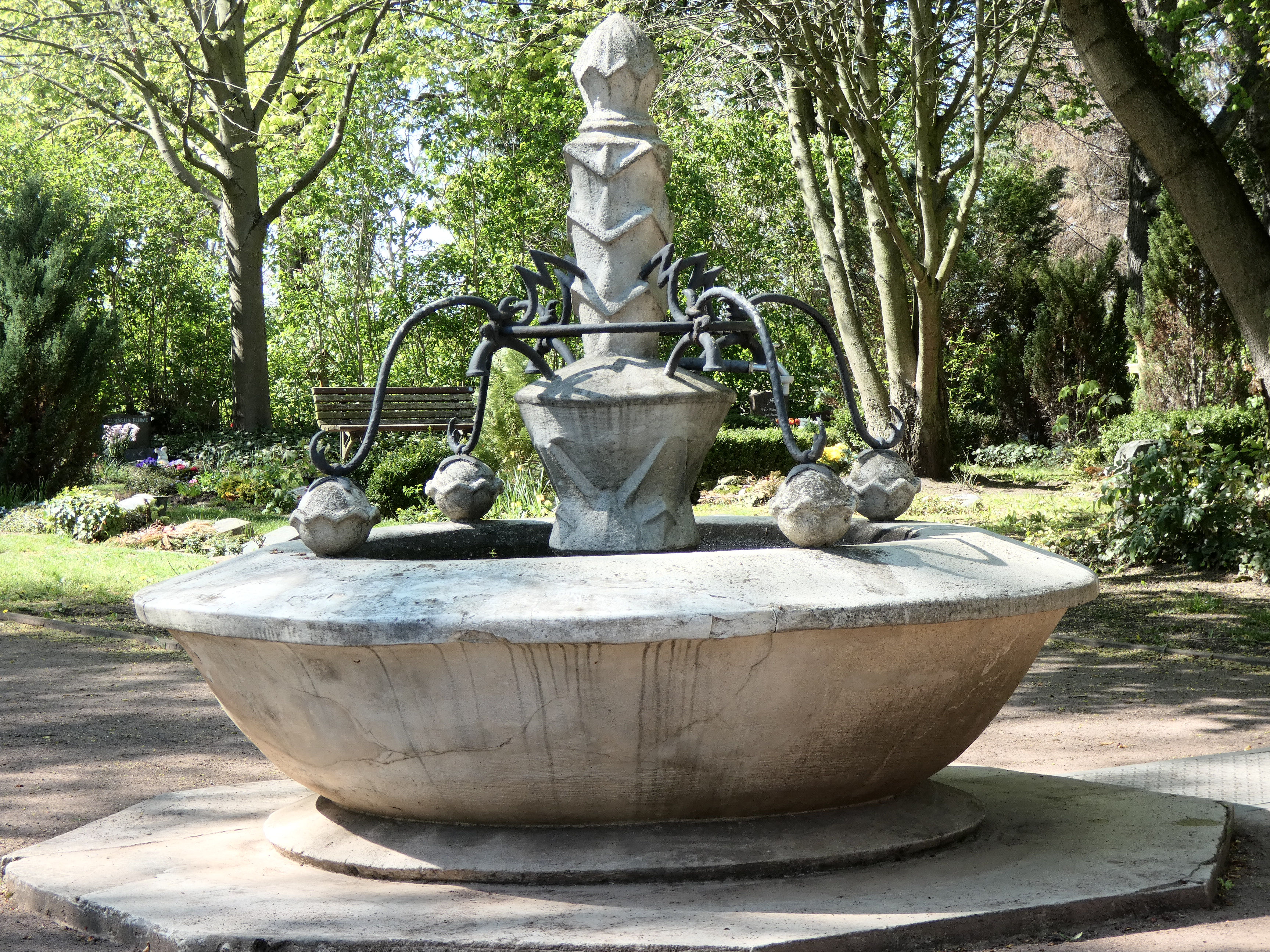
Brunnen mit Metallverzierungen
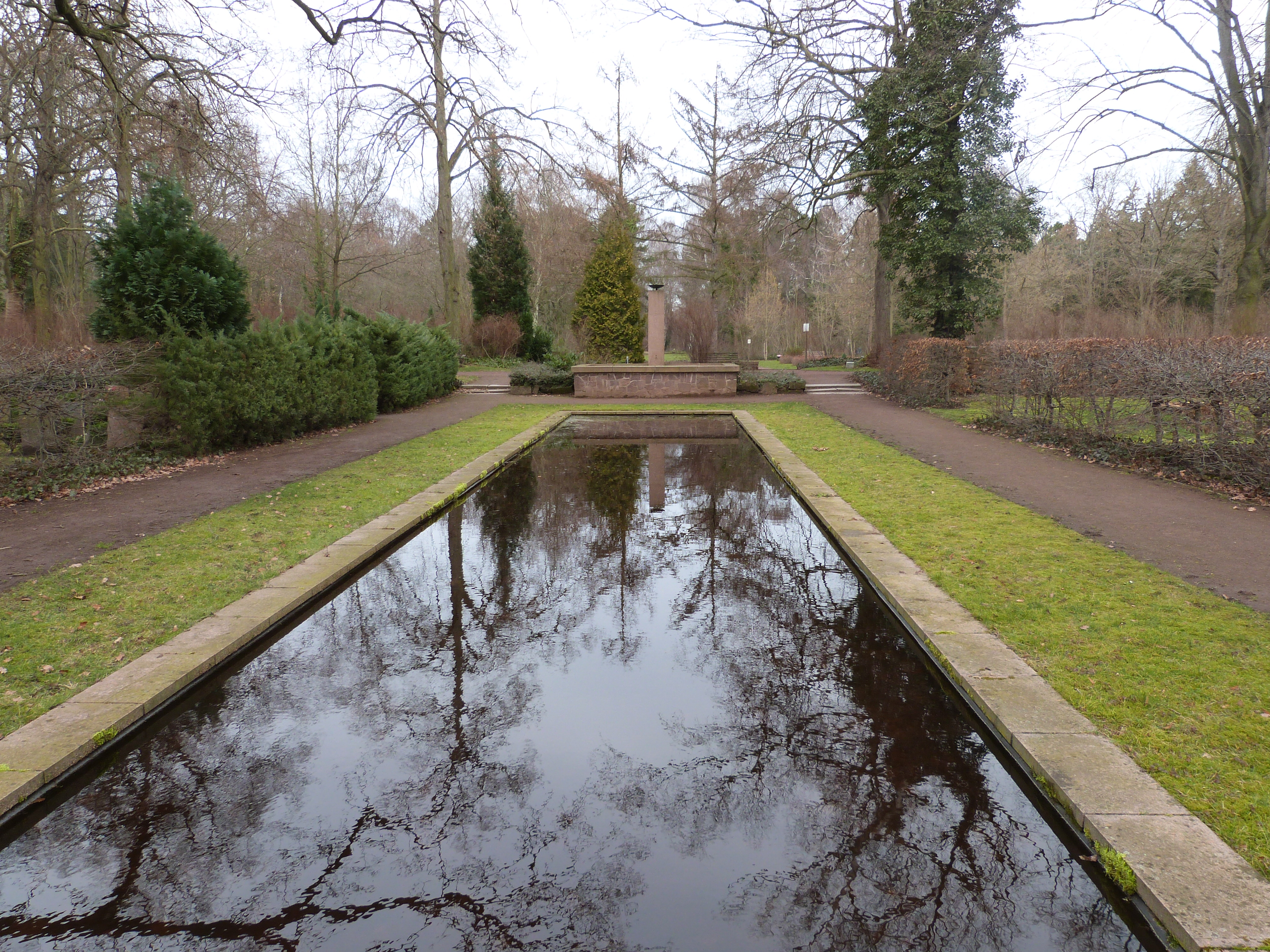
Wasserbecken und Brunnen
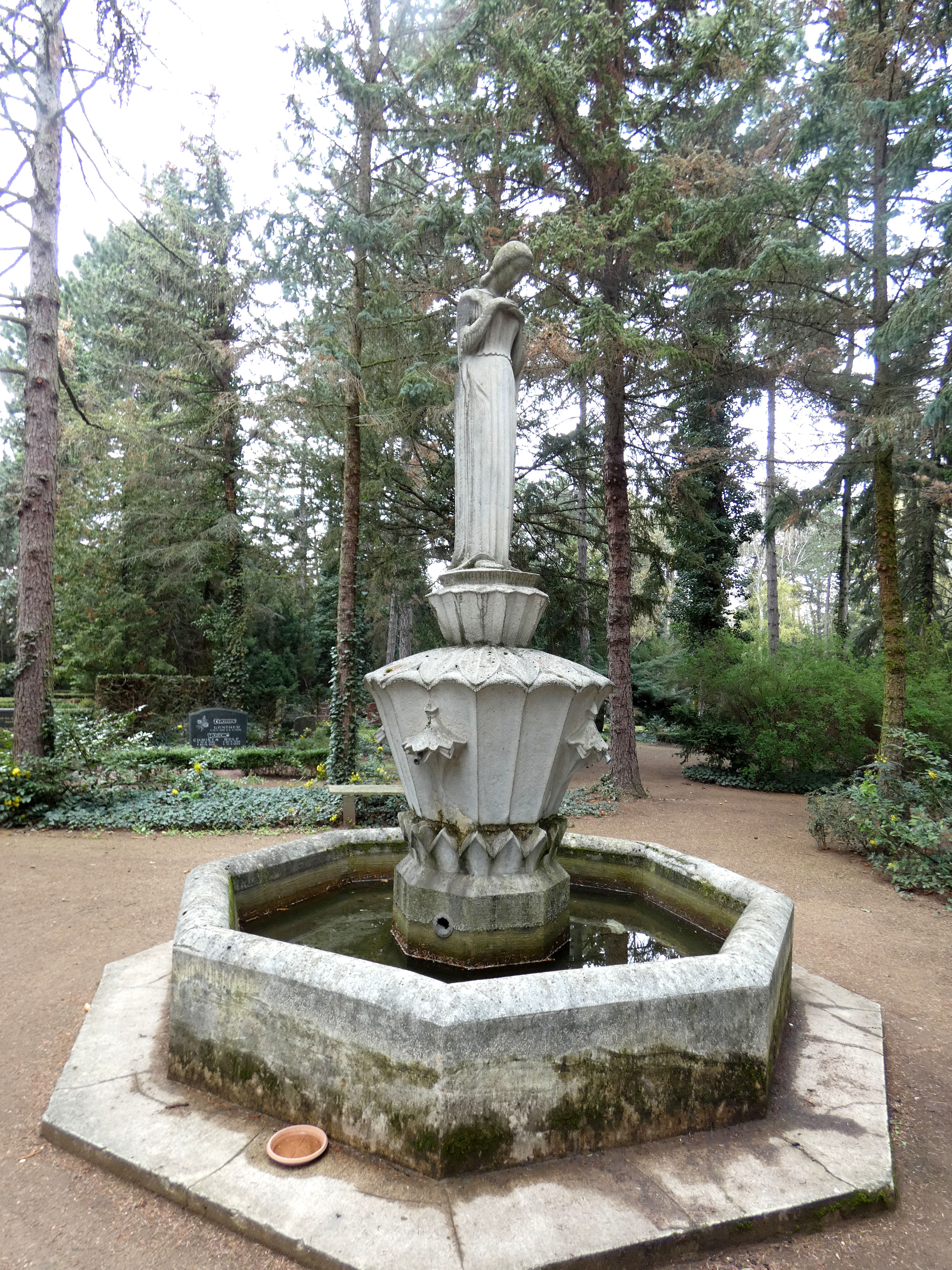
Jugendstil-Brunnen mit krönender Figur

## Denkmale und Gräberfelder
Auf dem Friedhof stehen bzw. standen mehrere bedeutsame Denkmale, Kunstwerke und Anlagen; zu ihnen gehören:
- Die aus 25 Figuren bestehende Skulpturengruppe Die endlose Straße innerhalb des Kolumbariums, angeführt durch den Tod, geschaffen 1972–1976 von Richard Horn, aufgestellt 1980[8]
- Denkmal für die Bombenopfer von 1944/45: Genau in der Mitte der Friedhofsanlage trägt ein großer Sockel (eines Vorgängerdenkmals) eine Friedenstaube und die Inschrift: Die 689  Bombenopfer auf diesem Friedhof mahnen zum Frieden, errichtet 1950.[7] Die Gräberfelder mit den Opfern der Luftangriffe auf Halle (Saale) befinden sich unweit des Denkmals auf der „Abteilung 25“. Jeder Tote erhielt einen liegenden Grabstein mit Namen, Geburts- und Sterbejahr. Die zerfallenen Kalksteine aus der Nachkriegszeit wurden 1995 durch witterungsbeständige Natursteine ersetzt.
- Gedenkfeld für 679 „vom nationalsozialistischen Staat Gemordete“: Obelisk und Einzelsteine vom Bildhauer Richard Horn von 1948/1949[7][14]
- Gedenkfeld des Anatomischen Instituts mit Stelen für anonym Bestattete, die ihren Körper der anatomischen Forschung zur Verfügung stellten[15]
- Gedenkanlage für die Gefallenen beider Weltkriege[16]
- Urnenfriedhof für Torgauer Häftlinge der Jahre 1950–1953, nachdem man 1993 Unterlagen zu diesen Einäscherungen entdeckte, weitere Nachforschungen vollzog, 2003 eröffnet[8][17][18]
- Urnengrabanlage mit dem Denkstein Sonne 1974 von Lothar Liebezeit[7]
- Mahnmal für die Toten der sowjetischen Garnison in Halle: Kunststeinpyramide und Kunststeinwand mit den Namen der Toten von Henry Cyrenius von 1948/1949[7]
- Gedenkstätte mit Ehrenmal für die Toten der sozialistischen Arbeiterbewegung: Obelisk von Edi Reissner und Heinz Stiller von 1965[7][19]
- Kalksandsteinrelief Passion: errichtet 1948 zum Gedenken an die Opfer des Faschismus vom Bildhauer Herbert Volwahsen[7]
- Völkerschlachtdenkmal von 1833 (Abt. 12): Obelisk, stand bis 1942 auf dem Georg-Schumann-Platz und musste dort einem Bunkerbau weichen[20][5]
- Gedenkplatte für die sozialistischen Opfer von 1913 bis 1945, errichtet 1946[5][7]
- Gräberfeld der Diakonissen, eröffnet 1928 (bis dahin in Giebichenstein)[21]
- Gräberfeld von Toten der Justizvollzugsanstalt Am Kirchtor, deren Leichname man zwischen 2000 und 2005 dort entdeckte[22]
- Muslimisches Gräberfeld[15]
- Grabstätte für nicht bestattungspflichtige Leibesfrüchte mit Inschriftstele Du wirst leben und der Büste Trauernde (2006) von Nikolaus Bode[23]

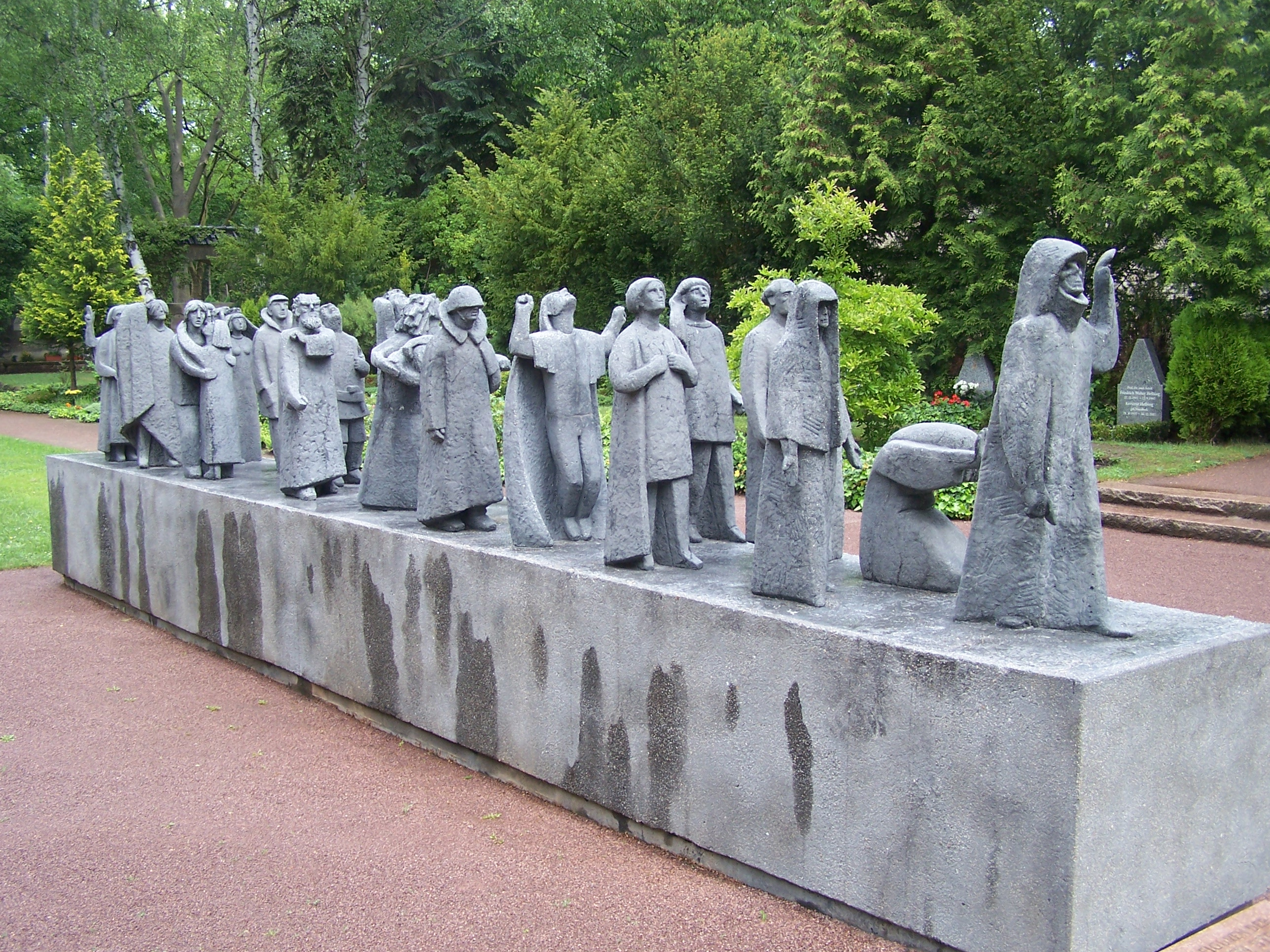
Die Endlose Straße
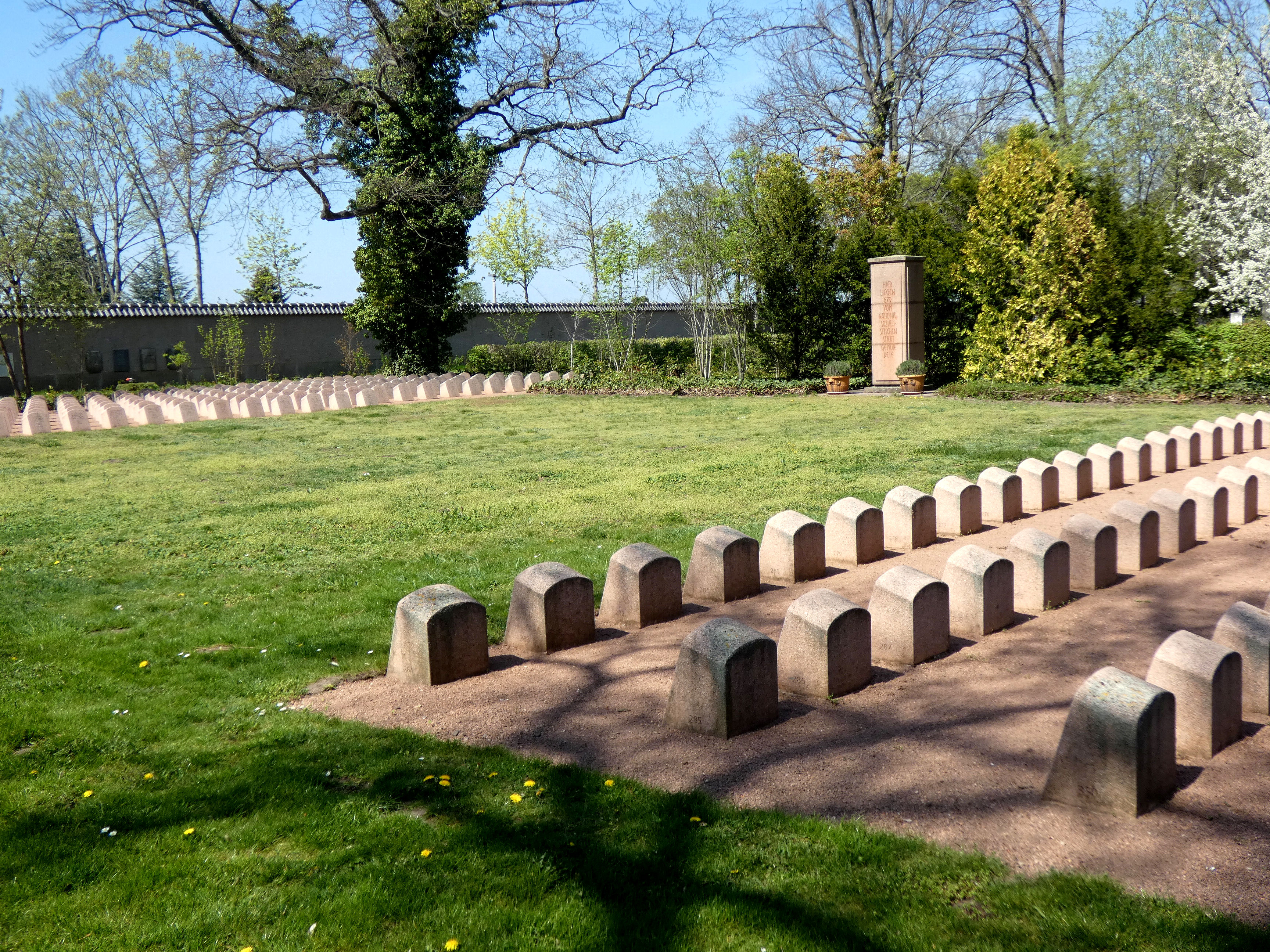
Opfer des Nationalsozialismus
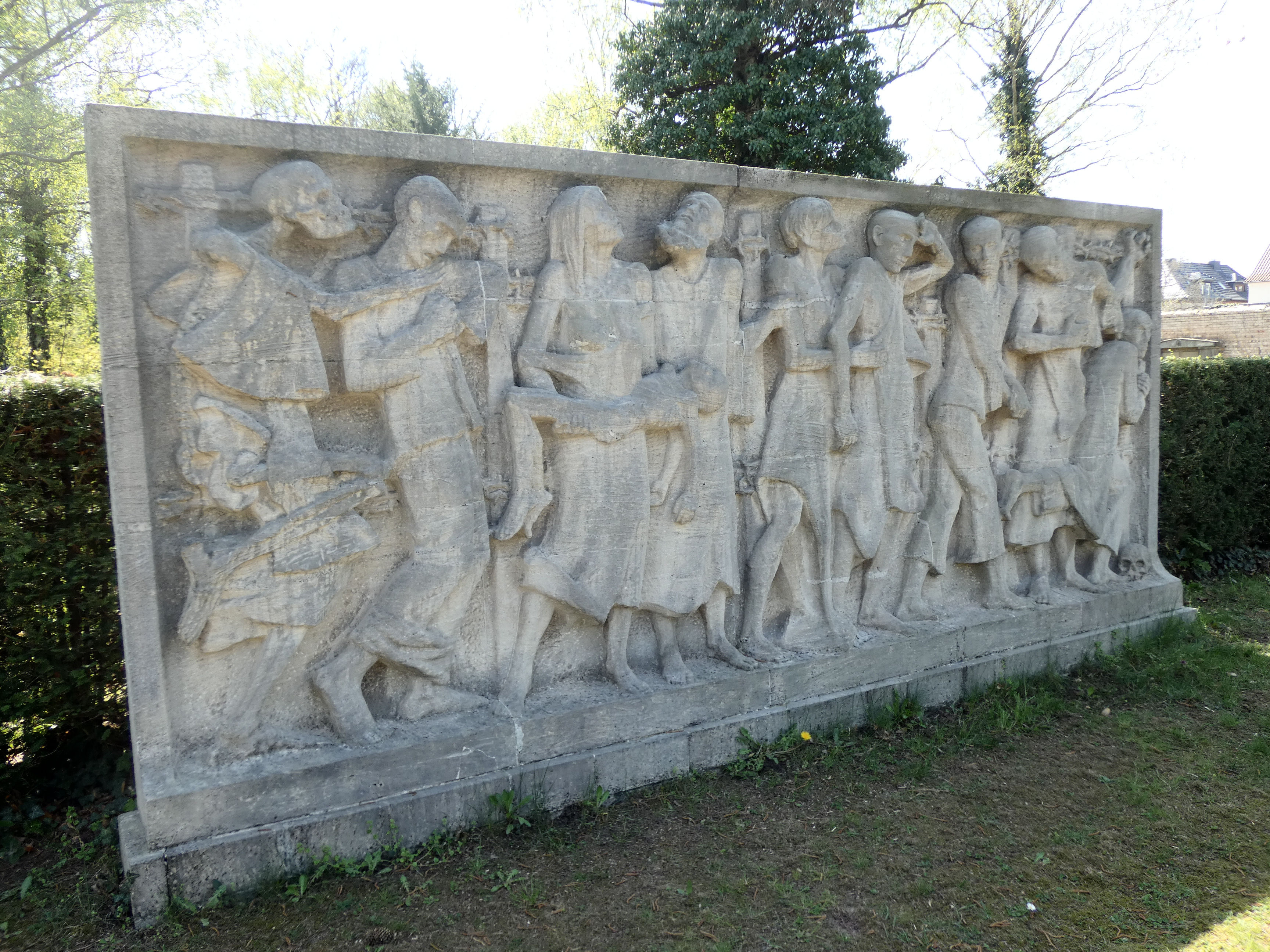
Passion
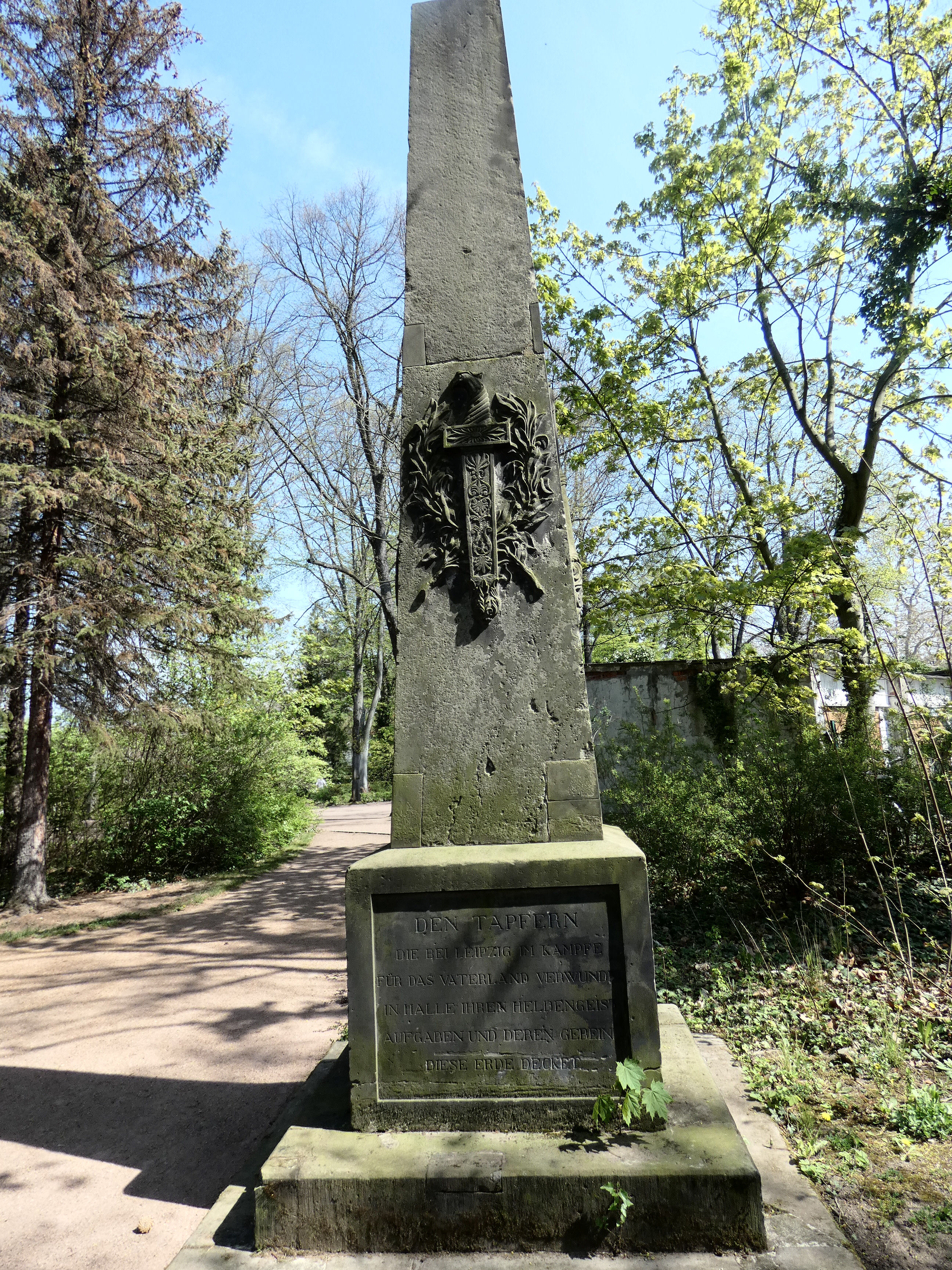
Völkerschlachtdenkmal
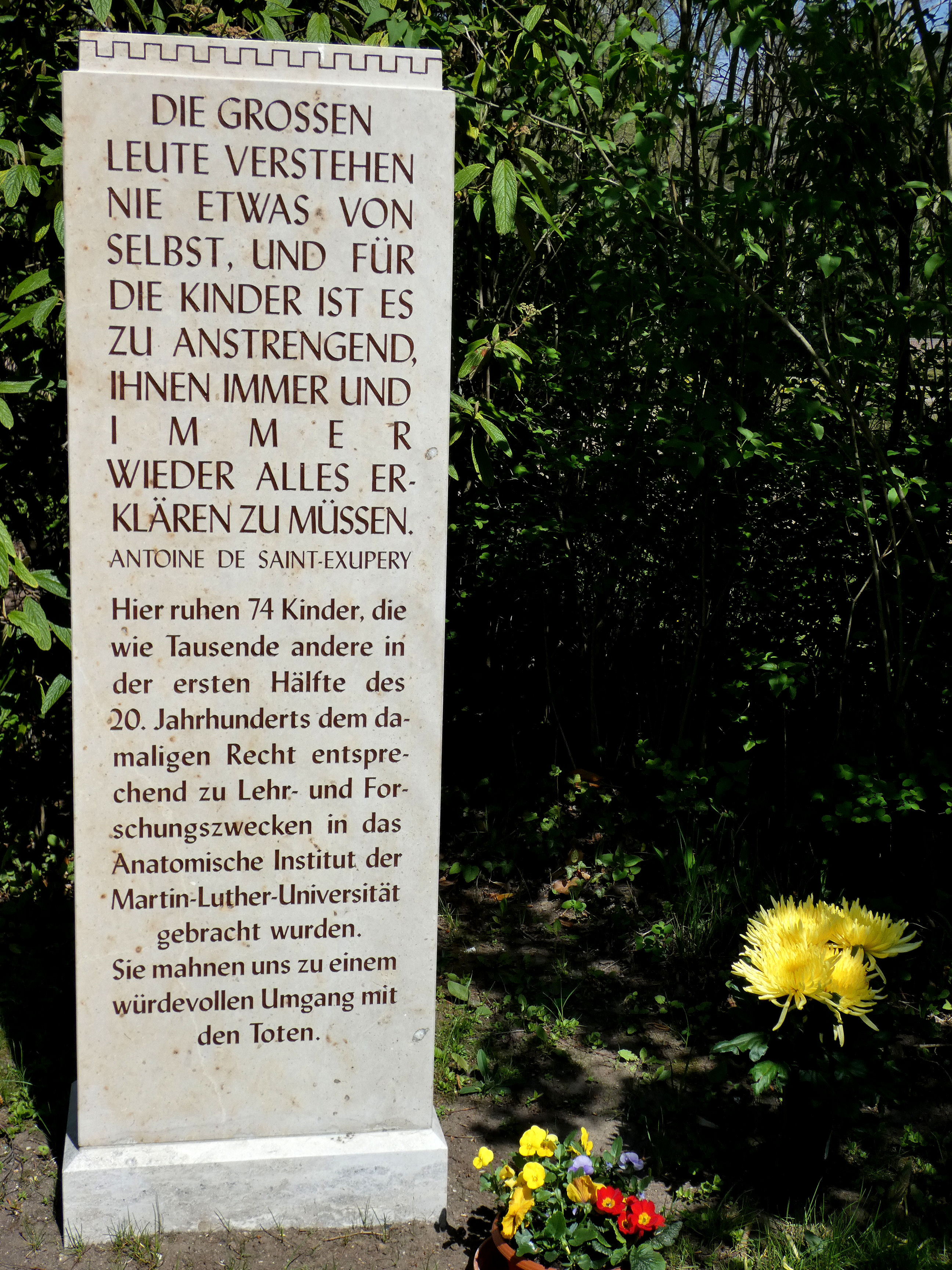
Anatomie
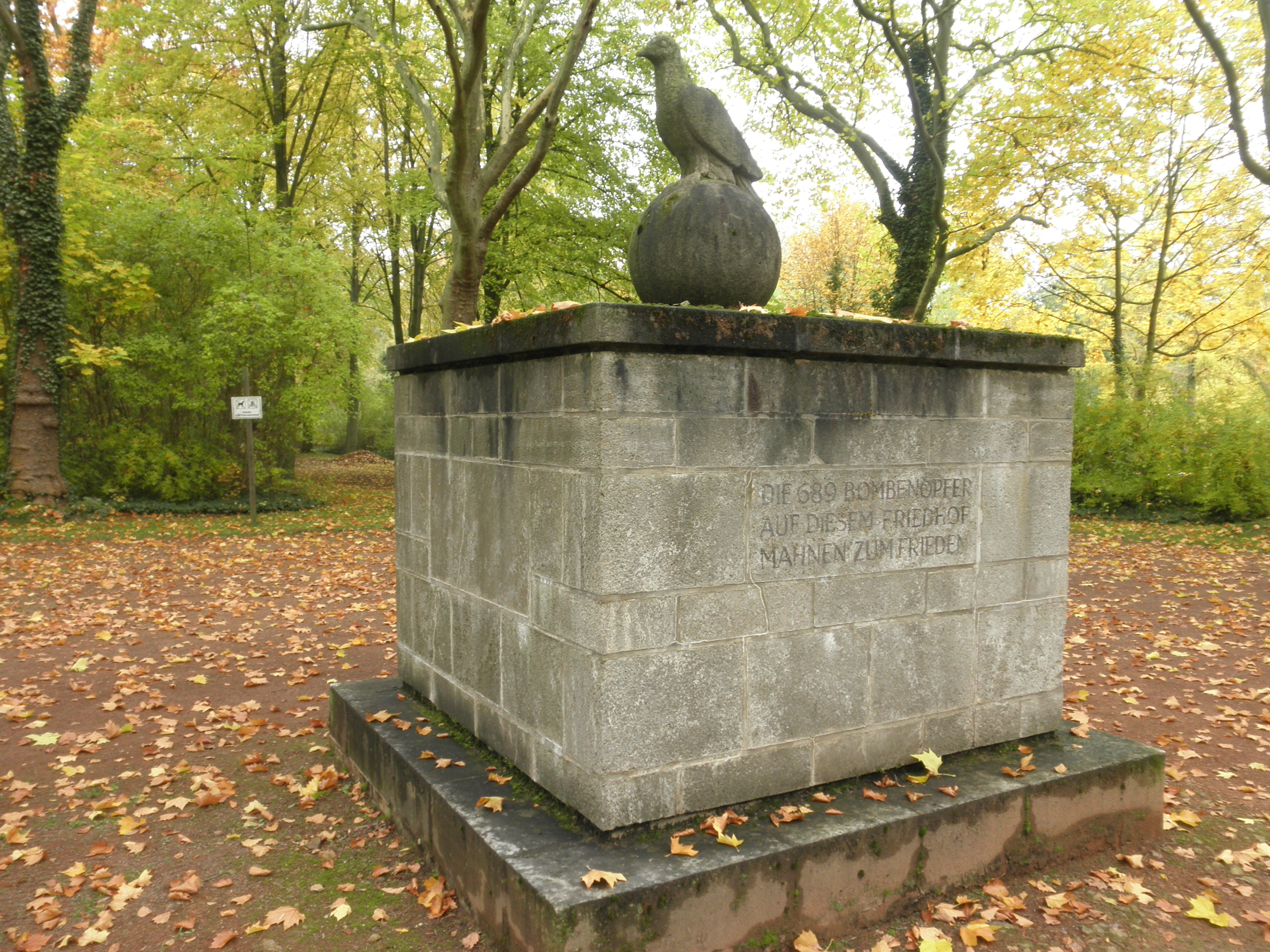
Bombenopfer
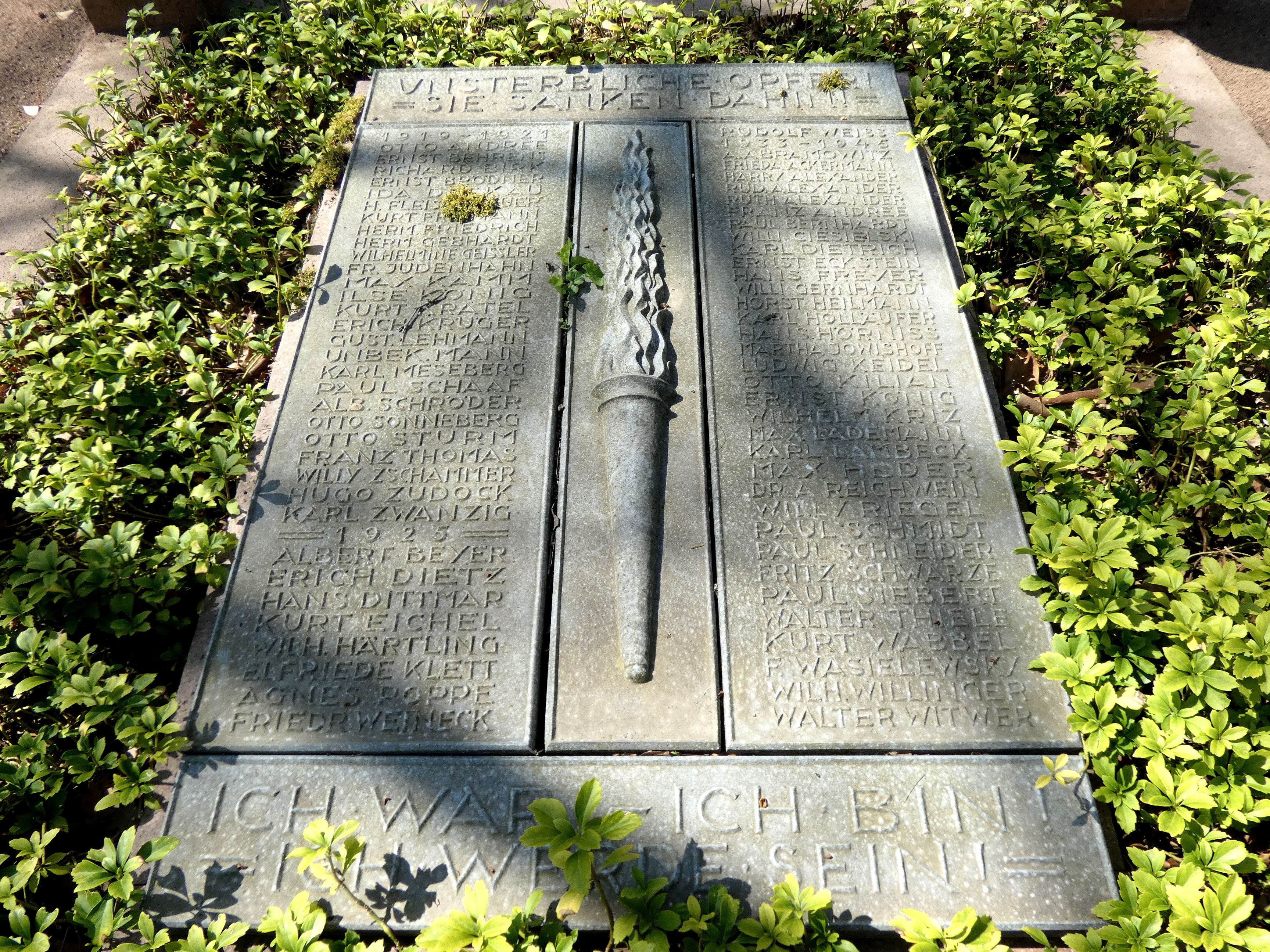
Sozialistische Opfer
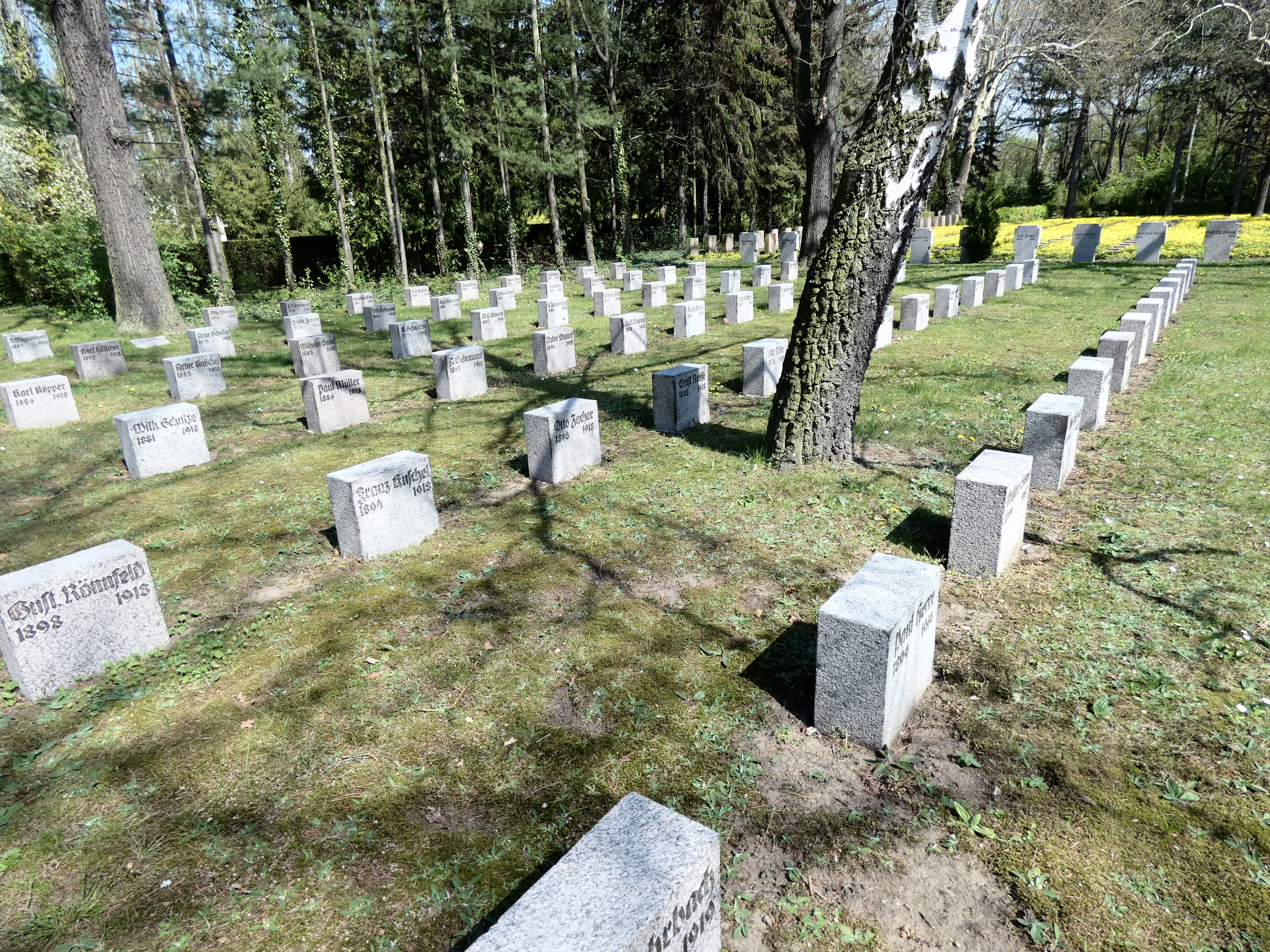
Erster Weltkrieg
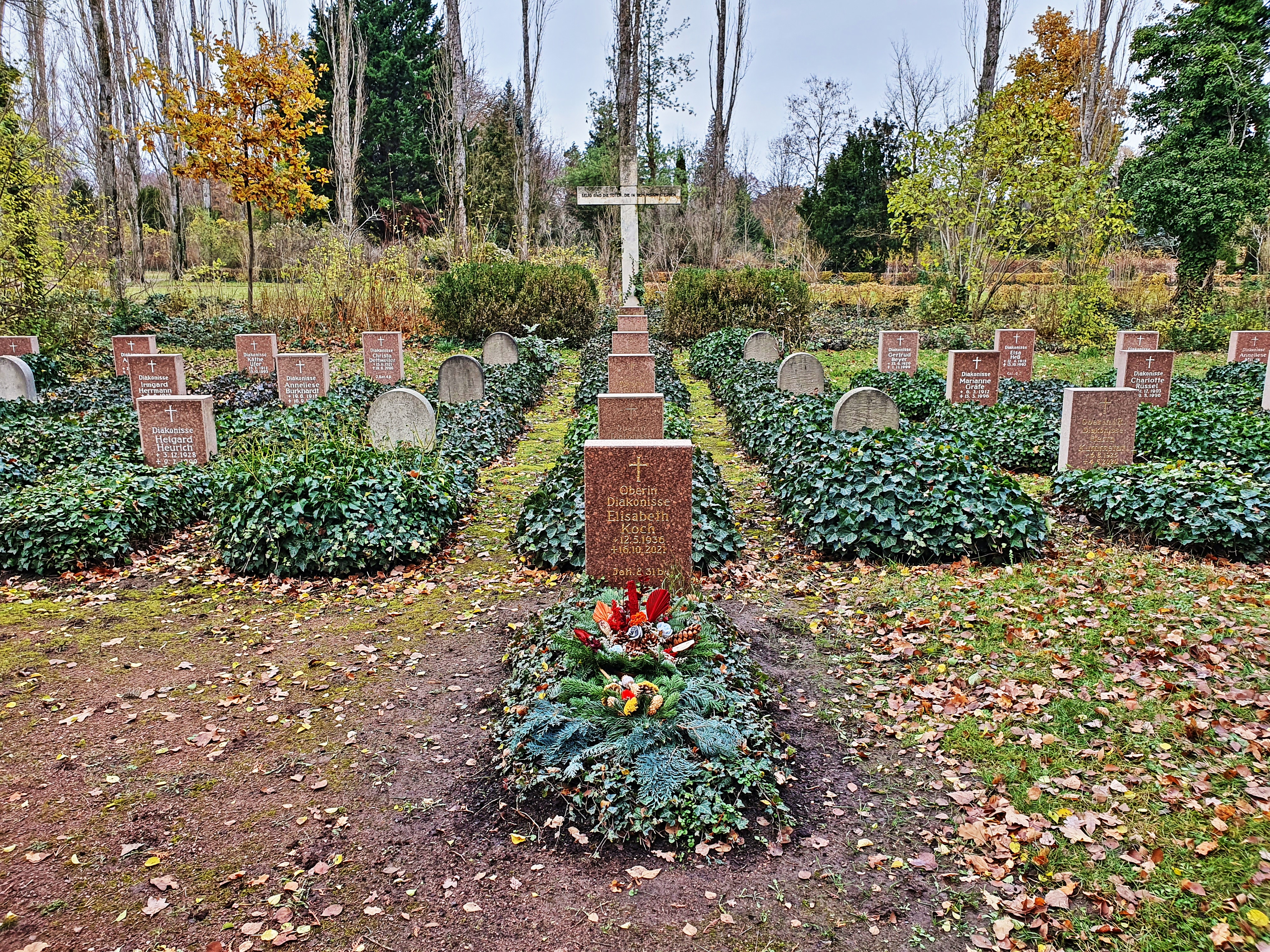
Gräberfeld der Diakonissen

Zudem wurden im Laufe der Geschichte bereits mehrere Denkmäler und Gedenkstätten wieder zerstört, darunter das Denkmal für die in den Märzkämpfen in Mitteldeutschland gefallenen Zeitfreiwilligen. Es wurde aus Spenden der Bürgerschaft errichtet und am Himmelfahrtstag 1921 (5. Mai) feierlich enthüllt. Nach dem Zweiten Weltkrieg wurde es im Jahr 1947 zerstört. Die Kreuzinschrift war aus dem Johannesevangelium (15:13):
Noch kürzer war die Lebensdauer einiger anderer Denkmäler, so des Denkmals für die „Märzgefallenen“, das Martin Knauthe 1921 schuf. Es wurde im Jahr 1940 zerstört. Beim Bombenangriff von 1944 wurden die beiden Figuren mit Engelsflügeln am Portal des Wirtschaftseingangs am Landrain vernichtet. Zuvor wurde bereits das Denkmal für die zehn Toten des Blutfreitags von 1925 beseitigt. Das Denkmal für die Bombenopfer entstand unter Verwendung von Resten eines 1938 errichteten und 1946 entwidmeten Kriegerdenkmals für die Gefallenen des Ersten Weltkriegs.

## Gräber von Persönlichkeiten
Da der Gertraudenfriedhof der jüngste der vier großen innenstadtnahen Friedhöfe – nach dem Stadtgottesacker von 1557, dem Nordfriedhof von 1850 und dem Südfriedhof von 1887 – ist, befinden sich hier vor allem Gräber der Toten des 20. Jahrhunderts, darunter das von Wilhelm Jost, der große Teile der Anlagen in seiner Funktion als Stadtbaurat entwarf. Daneben finden sich Gräber von bekannten Künstlern, Wissenschaftlern und Widerstandskämpfern.
- Claus Haake (* 27. September 1929 in Mansfeld; † 9. November 2019 in Halle (Saale)), Musikwissenschaftler und Chorleiter
- Richard Horn (* 21. Januar 1898 in Berlin; † 6. Oktober 1989 in Halle (Saale)), Bildhauer und Mitgestalter des Gertraudenfriedhofs, Kolumbarium
- Wilhelm Jost (* 2. November 1874 in Darmstadt; † 6. Juni 1944 in Lohdorf bei Hohensalza), Architekt und Baustadtrat in Halle, Grablege in direkter Sichtachse zur Großen Feierhalle an der westlichen Begrenzungsmauer am Bergschenkenweg (Abt. 2)
- Christa Susanne Dorothea Kleinert (* 21. September 1925 in Neurode/Schlesien; † 14. Februar 2004 in Halle (Saale)), deutsche Ökonomin; Grablege Abteilung V.c.119, 2024 aufgelassen; Grabmal seitdem auf dem Cmentarz komunalny in Żarów (Saarau)
- Reinhold Lohse, „Zither-Reinhold“ (* 12. Oktober 1878 in Glaucha; † 16. November 1964 in Halle (Saale)), Straßenmusikant; Abteilung IX Wahlstelle 141 (Ehrengrab der Stadt Halle seit 2003[17])
- Walther Siegmund-Schultze (* 6. Juli 1916 in Schweinitz, Provinz Sachsen; † 6. März 1993 in Halle (Saale)), Musikwissenschaftler, Mitbegründer der Händel-Festspiele Halle; Grablege Abteilung XIII Sondergrab 31
- Willi Sitte (* 28. Februar 1921 in Kratzau, Tschechoslowakei, heute Tschechien; † 8. Juni 2013 in Halle (Saale)), deutscher Maler und Grafiker, Präsident des Verbandes Bildender Künstler (VBK) der DDR; Grablege Abteilung XI Sondergrabstätte 126–127
- Rosmarie Trautmann (* 1938; † 2016), Juristin und Rechtswissenschaftlerin
- Hans Vaihinger (* 25. September 1852 in Nehren bei Tübingen; † 18. Dezember 1933 in Halle (Saale)), Philosoph und Kant-Forscher; (ehemalige) Grablege zwischen Abteilung I und II (aufgelassen)
- Arthur Wegner (* 1900; † 1989), Rechtswissenschaftler und Hochschullehrer
- Friedrich August Weineck, „Der kleine Trompeter“ (* 26. März 1897 in Halle (Saale); † 13. März 1925 in Halle (Saale)), Hornist und eines der 10 Opfer des „Blutfreitags“ im Volkspark, alle zehn Gräber wurden im Dritten Reich eingeebnet[3]
- Krystyna Wituska (* 12. Mai 1920 in Jerzew/Polen; † 26. Juni 1944  in Halle (Saale)), polnische Widerstandskämpferin, von den Nationalsozialisten ermordet; Grablege Abteilung V. Ehrenstele von 2014[17][15]
- Rolf Lieberwirth (* 1. Dezember 1920 in Halle an der Saale; † 5. April 2019 in Halle (Saale)) deutscher Jurist und Rechtshistoriker

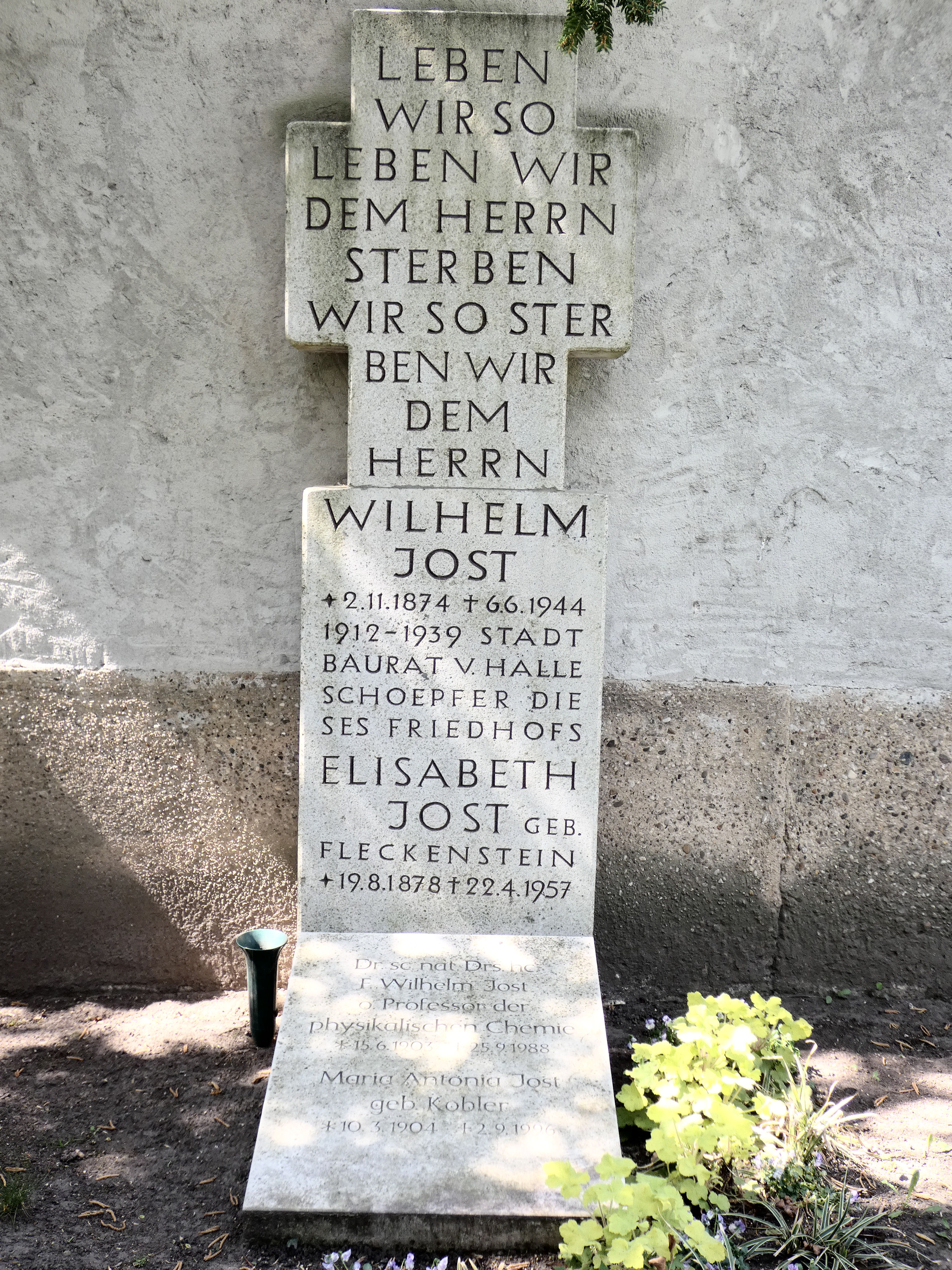
Wilhelm Jost
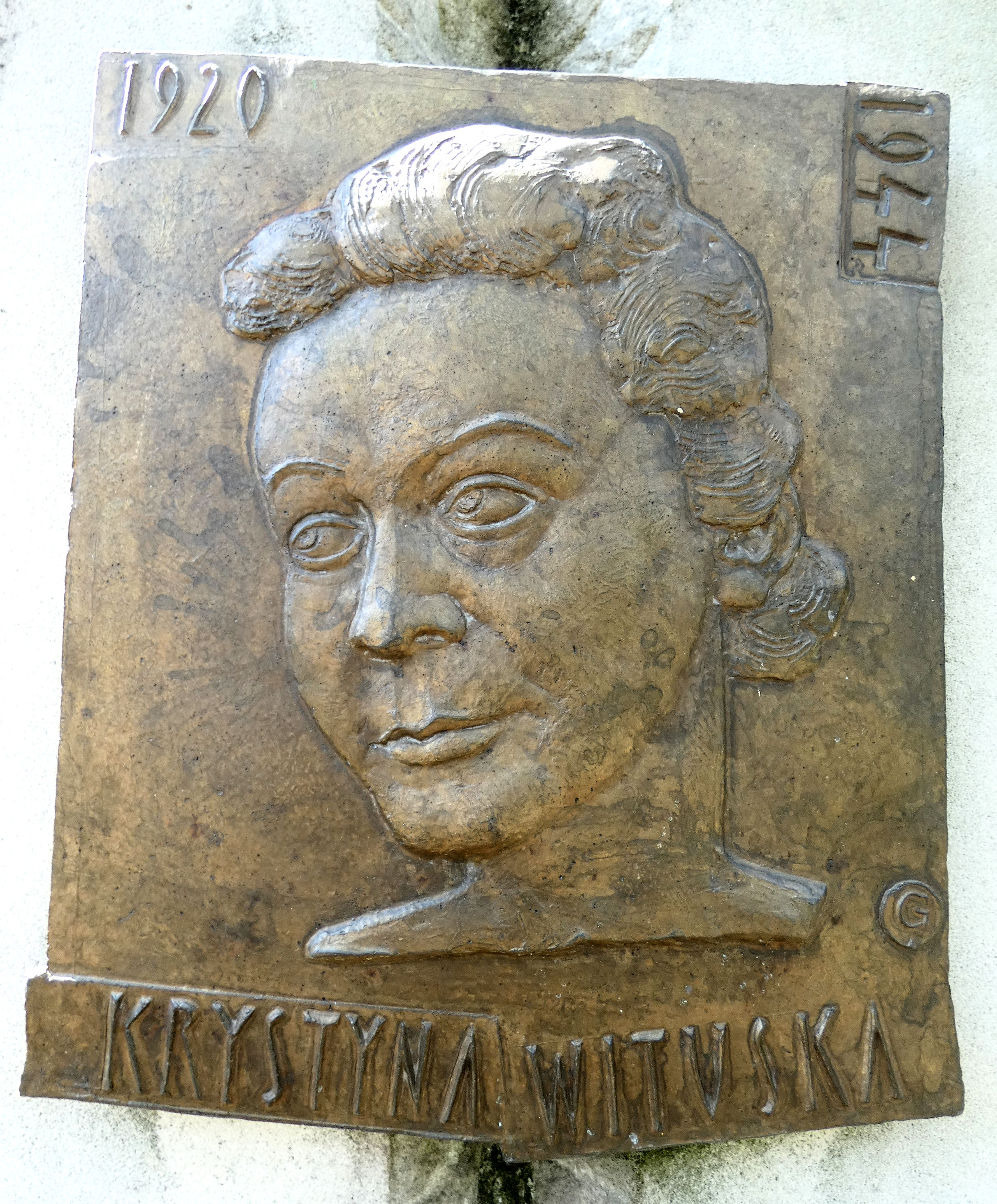
Krystyna Wituska
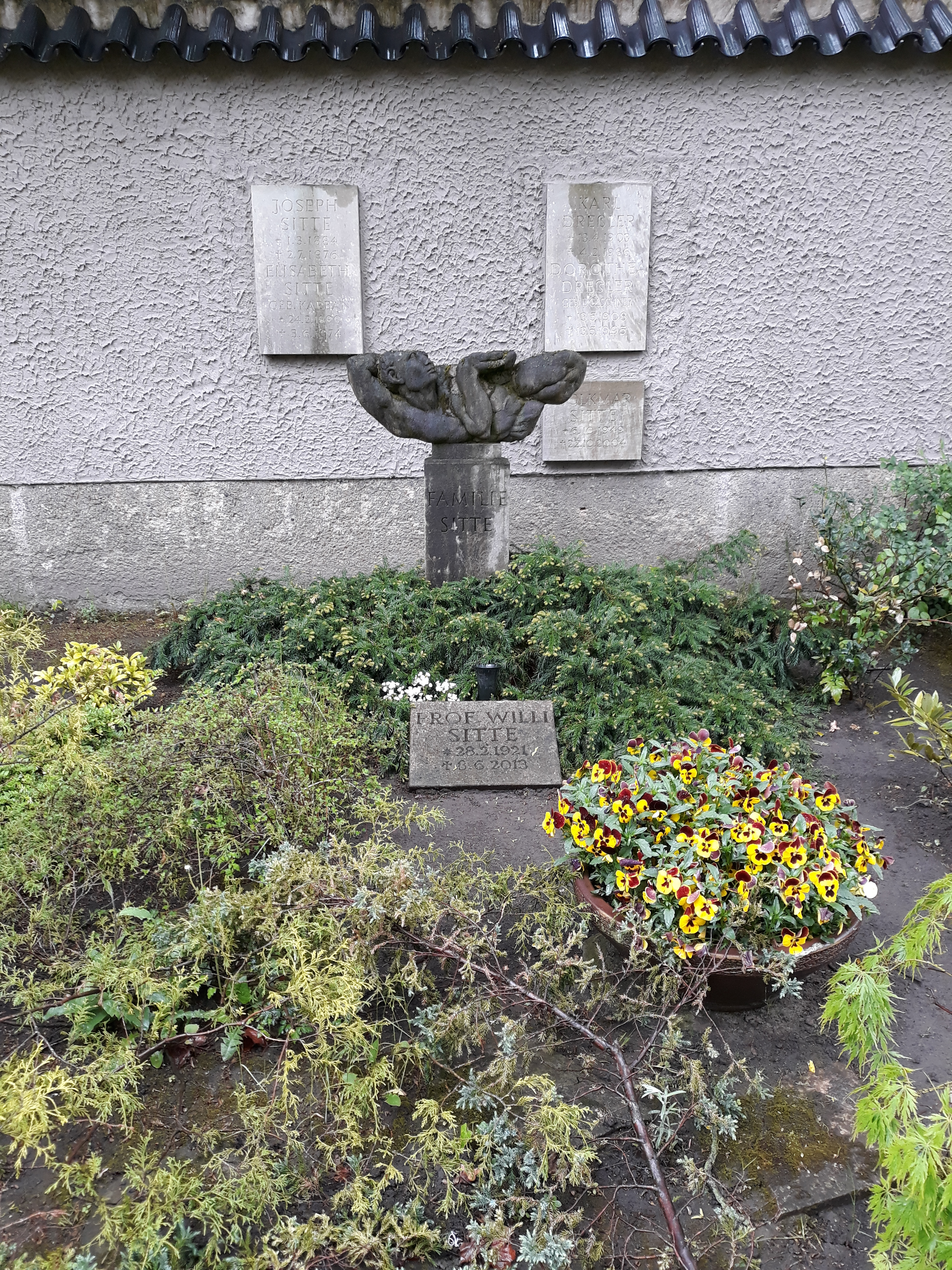
Willi Sitte
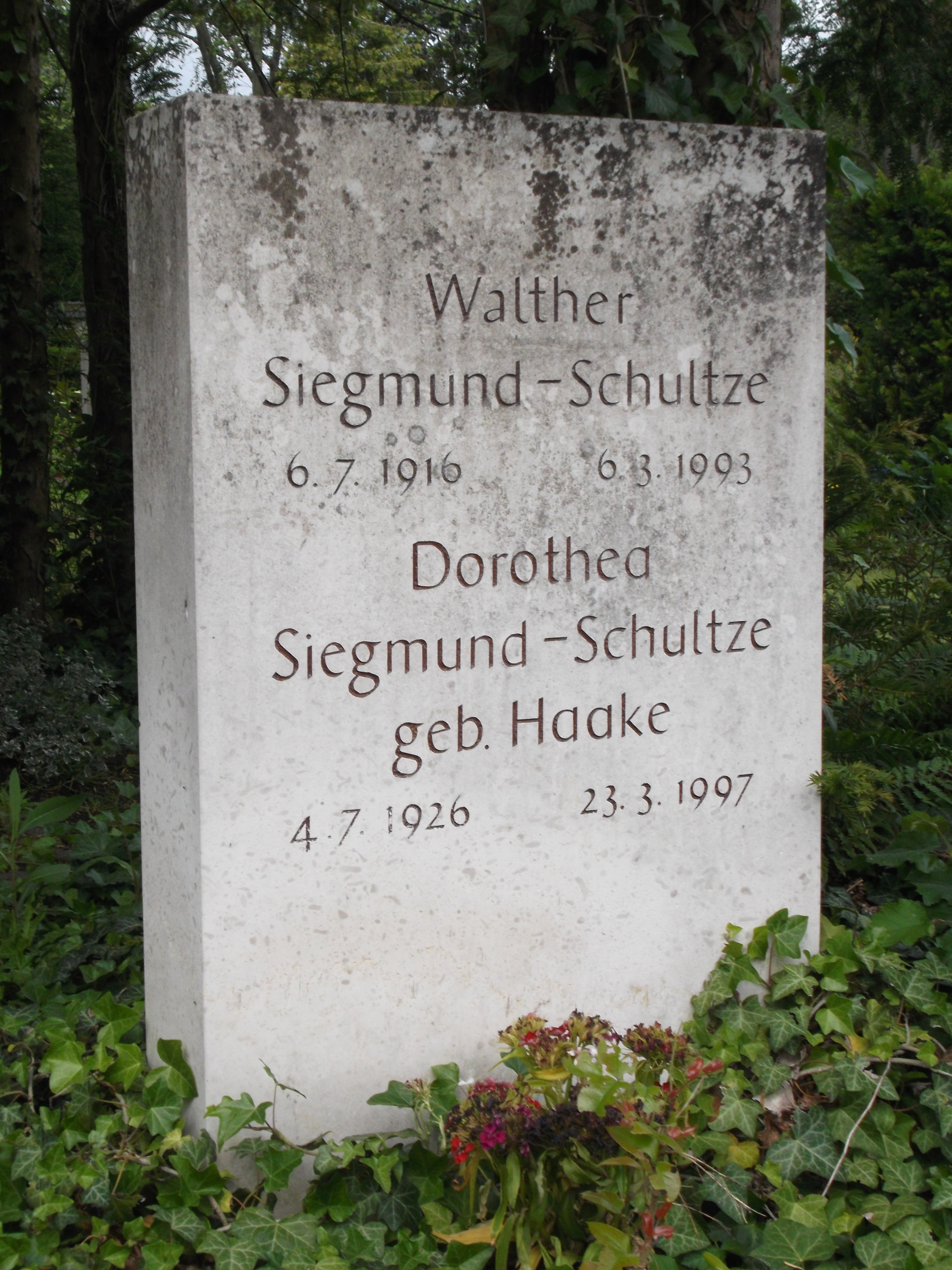
Walther Siegmund-Schultze
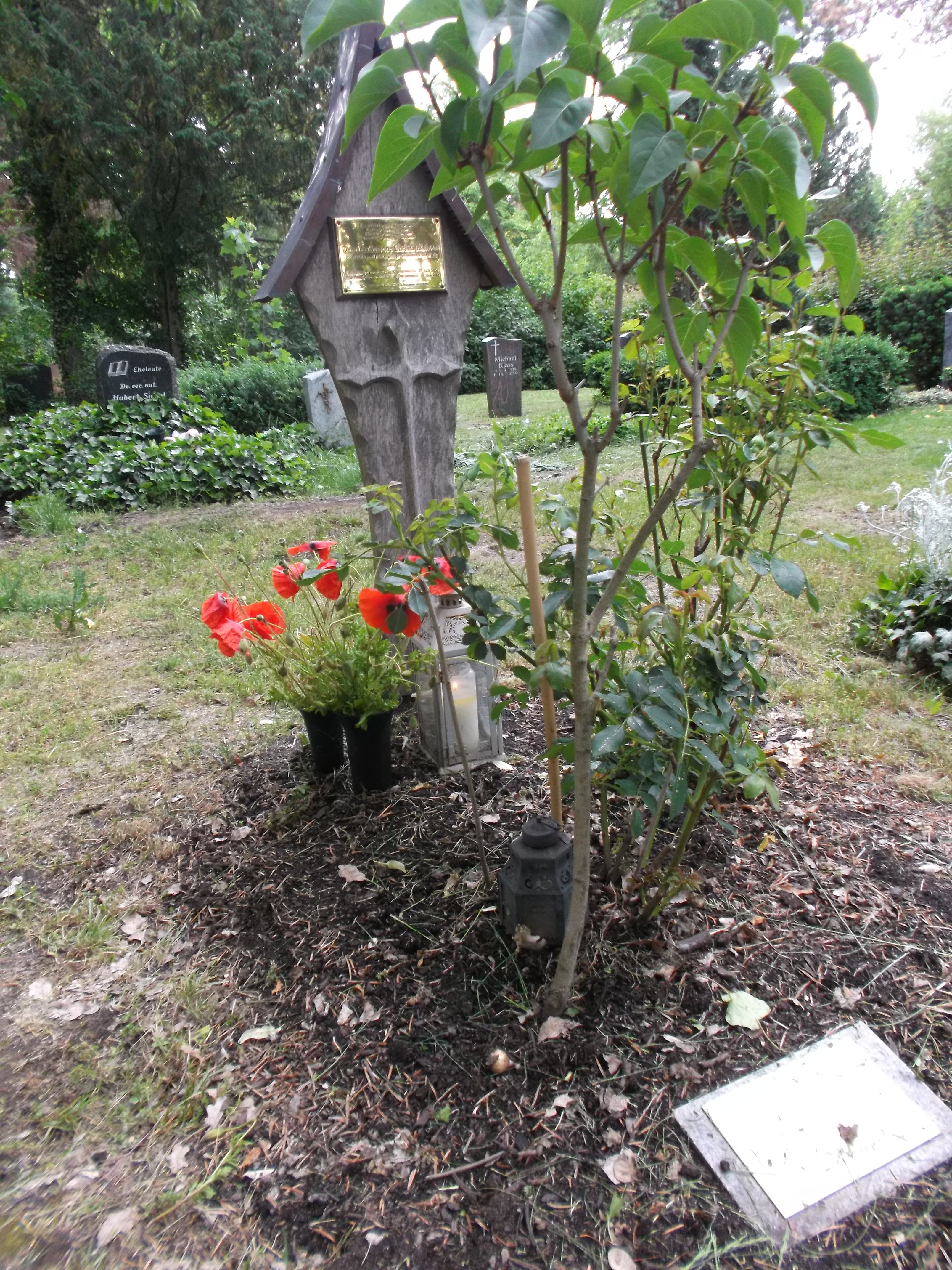
Ch. S. Dorothea Kleinert
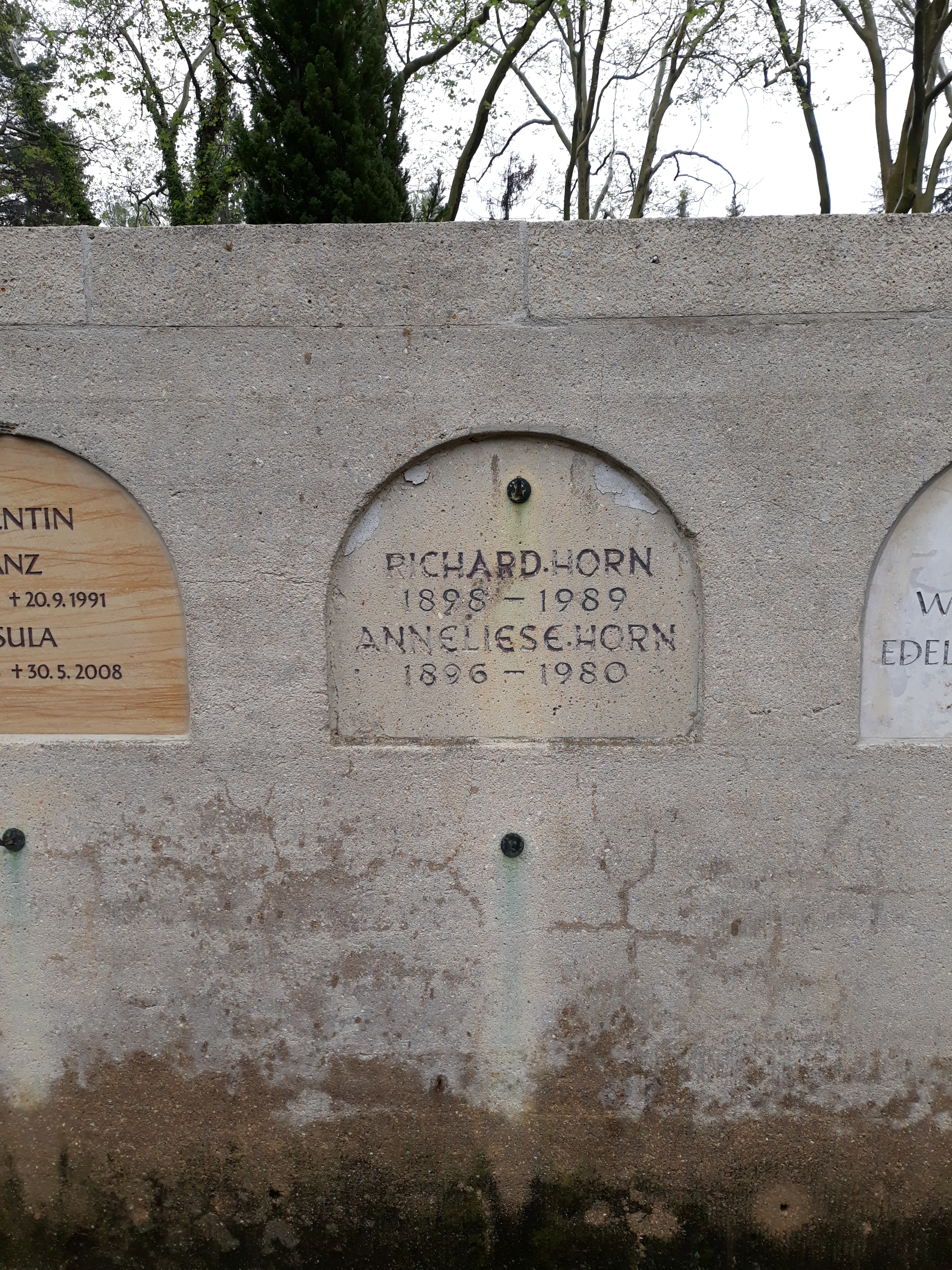
Richard Horn
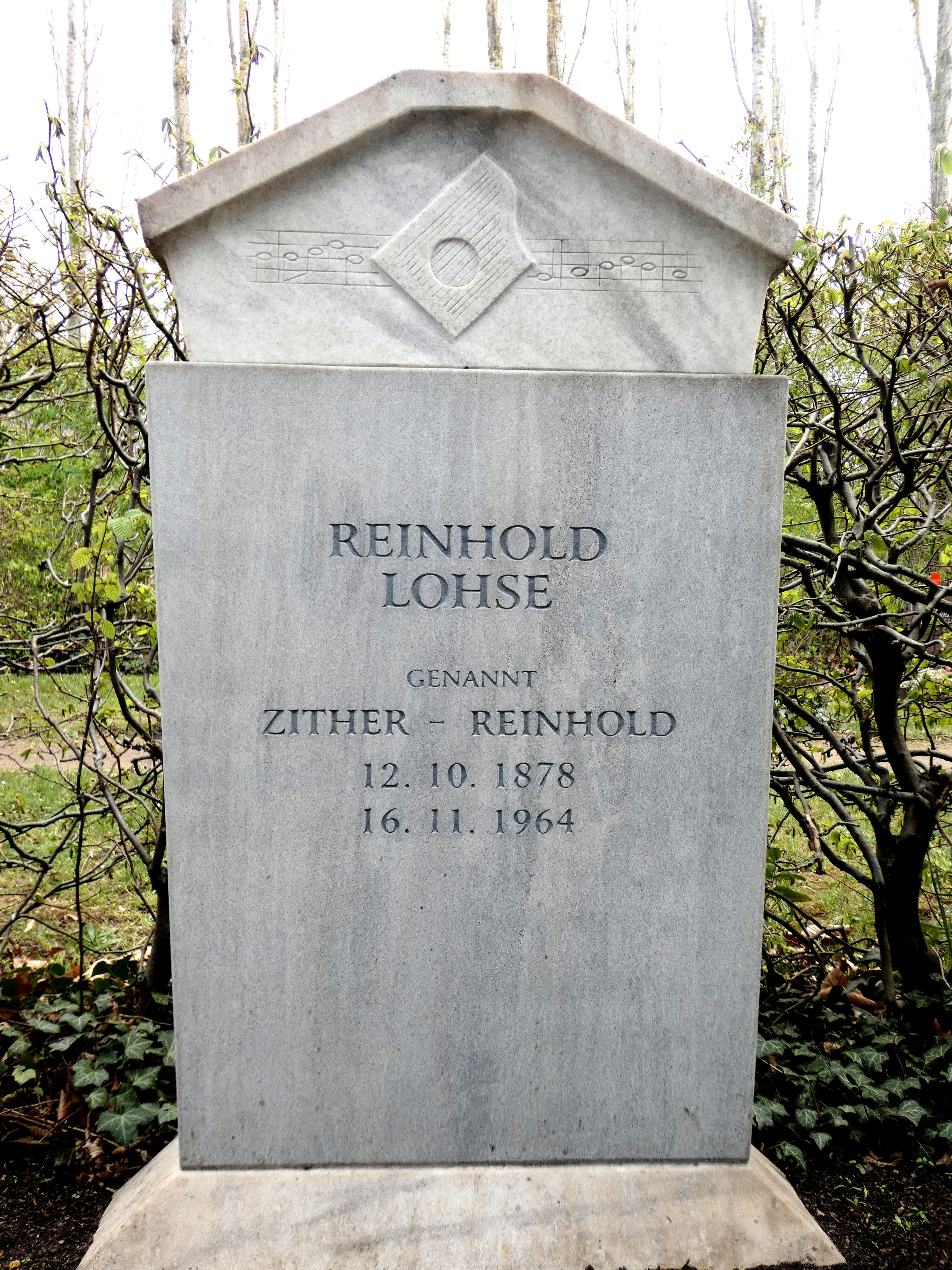
Reinhold Lohse

## Neuer Jüdischer Friedhof

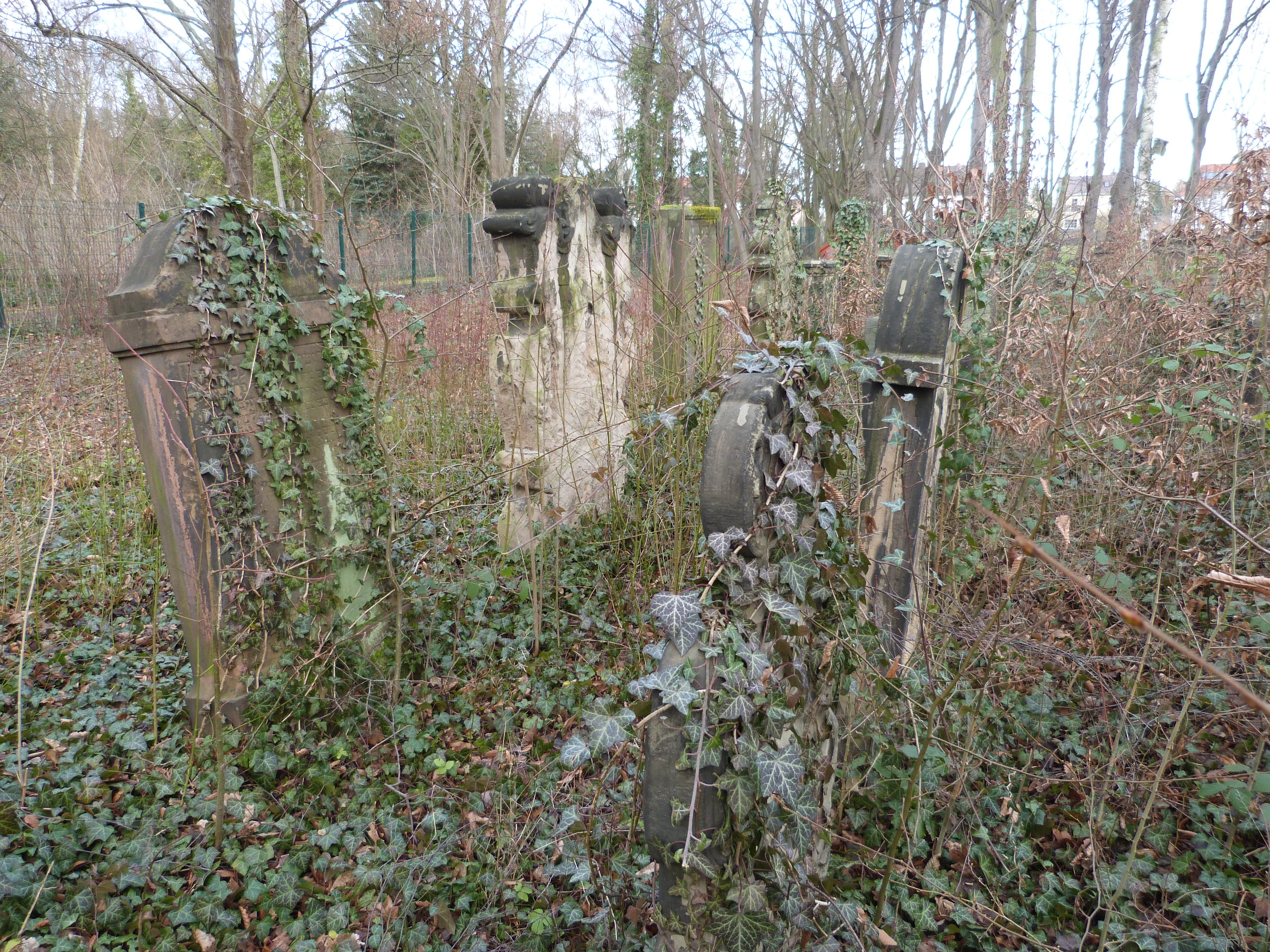
Historische Grabsteine auf dem Neuen Jüdischen Friedhof

Teil des Gesamtareals ist der Neue Jüdische Friedhof, der als getrennte Anlage errichtet wurde. Bereits im Jahr 1904 hatte die jüdische Gemeinde ein Grundstück am Landrain erworben, das aber nach der Verabschiedung eines Bebauungsplans nicht mehr genutzt werden konnte. Daraufhin trat die Gemeinde 1924 in Verhandlungen mit der Stadt und erhielt im Jahr 1925 ein 1,875 Hektar großes Grundstück an der Dessauer Straße. 1929 wurde der Friedhof mit dem Eingang an der Dessauer Straße 24 als vierter jüdischer Friedhof eingeweiht. Der Leipziger Architekt Wilhelm Haller errichtete mit der Trauerhalle die zu diesem Zeitpunkt bedeutendste expressionistische Architekturschöpfung in Halle.
Im Jahr 1939 wurde die jüdische Trauerhalle als Rückwandererheim für die „evakuierten“ Juden aus den westdeutschen Frontgebiete deklariert und eine Zwischendecke in die Halle eingezogen. Im Folgejahr wurden Zwischenwände eingebaut. Weitere Umbauten folgten im Februar 1941, ein Erweiterungsbau im Mai 1942 veränderte sie äußerlich schließlich völlig. Die Friedhofshalle wurde nun als jüdisches „Altenheim“ bezeichnet und als Sammellager für Juden aus Halle, dem Saargebiet, der Pfalz und aus Baden genutzt. Von hier aus erfolgten Deportationen nach Theresienstadt und von dort nach Auschwitz. Auch nach 1945 fungierte das Gebäude als Altenheim und wurde erst im Jahr 1990 wieder in eine jüdische Trauerhalle umgewandelt.
Zum Friedhof gehört auch ein jüdisches Denkmalfeld mit insgesamt 180 Grabmalen, zum Teil noch aus dem Mittelalter. Es entstand, als das Begräbnisfeld am Töpferplan, dem zweiten alten jüdischen Friedhof, im Jahre 1937 zwangsweise aufgelöst wurde und die besterhaltenen Grabmale in die Anlage des neuen jüdischen Friedhofs integriert wurden.
Träger des Friedhofs ist die Jüdische Gemeinde Halle.